# Saint-Martin-de-Ré
Pour les articles homonymes, voir Saint-Martin.
Saint-Martin-de-Ré est une commune du Sud-Ouest de la France, située sur l'île de Ré, près de La Rochelle dans le département de la Charente-Maritime (région Nouvelle-Aquitaine). Ses habitants s'appellent les Martinais et les  Martinaises.
Riche de plusieurs ouvrages fortifiés conçus par Vauban (citadelle, enceinte, corps de garde), la ville est intégrée au réseau des sites majeurs de Vauban et inscrite sur la liste du patrimoine mondial de l'humanité par l'Unesco depuis le 7 juillet 2008.

## Géographie

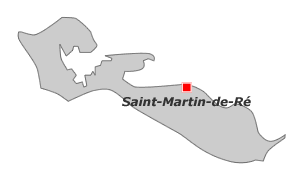
Situation de Saint-Martin sur l'île de Ré.

Saint-Martin-de-Ré est une petite ville fortifiée par Vauban située sur la côte nord de l'Île de Ré, face au Pertuis breton.
C'est l'un des ports de plaisance, disposant d'un bassin à flot, les plus importants de l'île avec Ars-en-Ré.
La côte est bordée de petites falaises et de galets avec une petite plage artificielle.
C'est le principal centre administratif de l'île de Ré, étant à la fois le siège de la communauté de communes de l'Île-de-Ré et du Pays de l'Île de Ré. C'est également le bureau centralisateur (chef-lieu) du canton de l'Île de Ré, entré en vigueur en 2015.
Grâce à sa situation sur le littoral et à la richesse de son patrimoine urbain, Saint-Martin-de-Ré est également un centre touristique très attractif dans l'île de Ré (office de tourisme, musée, nombreux hôtels et restaurants, campings...).

## Urbanisme

### Typologie
Au 1er janvier 2024, Saint-Martin-de-Ré est catégorisée petite ville, selon la nouvelle grille communale de densité à 7 niveaux définie par l'Insee en 2022.
Elle appartient à l'unité urbaine de La Flotte, une agglomération intra-départementale dont elle est une commune de la banlieue,. Par ailleurs la commune fait partie de l'aire d'attraction de La Flotte, dont elle est une commune du pôle principal,. Cette aire, qui regroupe 4 communes, est catégorisée dans les aires de moins de 50 000 habitants,.
La commune, bordée par l'océan Atlantique, est également une commune littorale au sens de la loi du 3 janvier 1986, dite loi littoral. Des dispositions spécifiques d’urbanisme s’y appliquent dès lors afin de préserver les espaces naturels, les sites, les paysages et l’équilibre écologique du littoral, tel le principe d'inconstructibilité, en dehors des espaces urbanisés, sur la bande littorale des 100 mètres, ou plus si le plan local d’urbanisme le prévoit.

### Occupation des sols
L'occupation des sols de la commune, telle qu'elle ressort de la base de données européenne d’occupation biophysique des sols Corine Land Cover (CLC), est marquée par l'importance des territoires agricoles (53,4 % en 2018), une proportion sensiblement équivalente à celle de 1990 (54,1 %). La répartition détaillée en 2018 est la suivante :
cultures permanentes (32 %), zones urbanisées (25,6 %), espaces verts artificialisés, non agricoles (19,6 %), zones agricoles hétérogènes (17 %), prairies (4,4 %), forêts (0,7 %), zones humides côtières (0,7 %). L'évolution de l’occupation des sols de la commune et de ses infrastructures peut être observée sur les différentes représentations cartographiques du territoire : la carte de Cassini (XVIIIe siècle), la carte d'état-major (1820-1866) et les cartes ou photos aériennes de l'IGN pour la période actuelle (1950 à aujourd'hui).

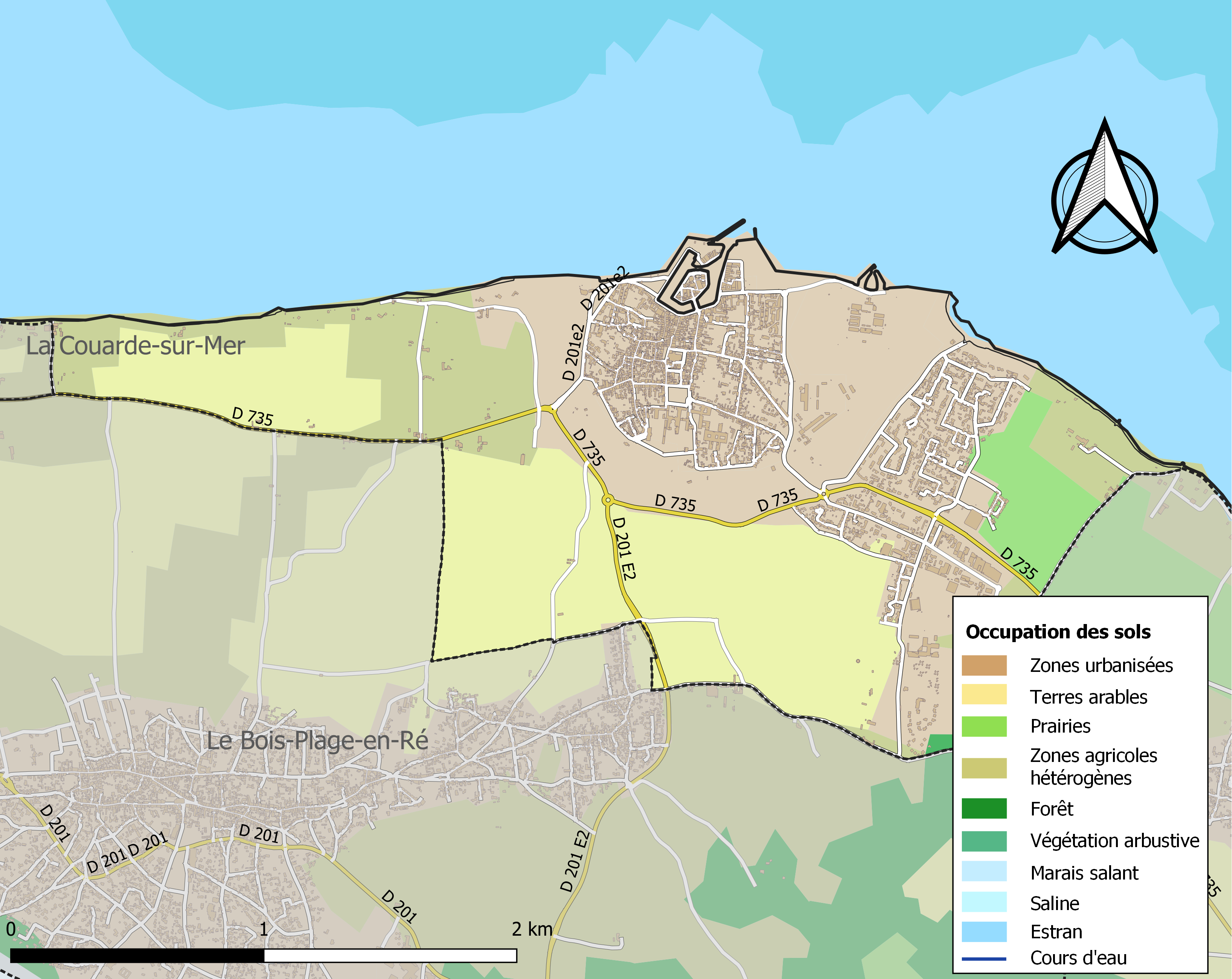
Carte des infrastructures et de l'occupation des sols de la commune en 2018 (CLC).

### Risques majeurs
Le territoire de la commune de Saint-Martin-de-Ré est vulnérable à différents aléas naturels : météorologiques (tempête, orage, neige, grand froid, canicule ou sécheresse), inondations, feux de forêts et séisme (sismicité modérée). Il est également exposé à un risque technologique, le transport de matières dangereuses. Un site publié par le BRGM permet d'évaluer simplement et rapidement les risques d'un bien localisé soit par son adresse soit par le numéro de sa parcelle.

#### Risques naturels
La commune fait partie du territoire à risques importants d'inondation (TRI) de La Rochelle-Île de Ré, regroupant 21 communes concernées par un risque de submersion marine de la zone côtière, un des 21 TRI qui ont été arrêtés fin 2012 sur le bassin Loire-Bretagne et confirmé en 2018 lors du second cycle de la Directive inondation. Les submersions marines les plus marquantes des XXe et XXIe siècles antérieures à 2019 sont celles liées à la tempête du 9 février 1924, à la tempête du 15 février 1957, aux tempêtes Lothar et Martin des 26 et 27 décembre 1999 et à la tempête Xynthia des 27 et 28 février 2010. Cette tempête a eu pour conséquence l’instauration de zones de solidarité, où les parcelles considérées comme trop dangereuses pour y maintenir des maisons pouvaient à terme être expropriées (Loix, La Flotte, Nieul-sur-Mer, La Rochelle,…). Des cartes des surfaces inondables ont été établies pour trois scénarios : fréquent (crue de temps de retour de 10 ans à 30 ans), moyen (temps de retour de 100 ans à 300 ans) et extrême (temps de retour de l'ordre de 1 000 ans, qui met en défaut tout système de protection),. La commune a été reconnue en état de catastrophe naturelle au titre des dommages causés par les inondations et coulées de boue survenues en 1982, 1999 et 2010,.
Saint-Martin-de-Ré est exposée au risque de feu de forêt, un massif classé à risque dans le plan départemental de protection des forêts contre les incendies (PDPFCI), élaboré pour la période 2017-2026 et qui fait suite à un plan 2007-2016. Les mesures individuelles de prévention contre les incendies sont précisées par divers arrêtés préfectoraux et s’appliquent dans les zones exposées aux incendies de forêt et à moins de 200 mètres de celles-ci. L’article L.131-1 du code forestier et l’arrêté du 2 décembre 2020 règlementent l'emploi du feu en interdisant notamment d’apporter du feu, de fumer et de jeter des mégots de cigarette dans les espaces sensibles et sur les voies qui les traversent sous peine de sanctions. Un autre arrêté du 2 décembre 2020 rend le débroussaillement obligatoire, incombant au propriétaire ou ayant droit,,,.
Par ailleurs, afin de mieux appréhender le risque d’affaissement de terrain, l'inventaire national des cavités souterraines permet de localiser celles situées sur la commune.
Concernant les mouvements de terrains, la commune a été reconnue en état de catastrophe naturelle au titre des dommages causés par des mouvements de terrain en 1999 et 2010.

#### Risques technologiques
Le risque de transport de matières dangereuses sur la commune est lié à sa traversée par une ou des infrastructures routières ou ferroviaires importantes ou la présence d'une canalisation de transport d'hydrocarbures. Un accident se produisant sur de telles infrastructures est susceptible d’avoir des effets graves sur les biens, les personnes ou l'environnement, selon la nature du matériau transporté. Des dispositions d’urbanisme peuvent être préconisées en conséquence.

## Toponymie
Le nom de la ville provient de la dédication de la paroisse à Saint Martin.
Le bourg a été désigné sous le nom de Fort-de-la-Montagne sous la Révolution française.

## Histoire
En 1622, se déroula la bataille navale de Saint-Martin-de-Ré entre la flotte royale commandée par le duc Charles de Guise et la flotte protestante de La Rochelle commandée par son maire Jean Guiton.
En 1627, le duc de Buckingham débarque 5 000 soldats et 100 cavaliers pour appuyer les protestants français et pousser La Rochelle à la prise d’armes. Le siège est mis le 10 juillet. Le fort Saint-Martin, avec à sa tête le comte de Toiras, résiste, notamment grâce à un convoi de vivres de 35 bateaux qui entre le 16 octobre. Un corps spécial de 3 000 hommes est formé par Richelieu et débarque par surprise sur l’île, commandé par le maréchal de Schomberg. Le siège est levé, les Anglais laissant mille morts sur le terrain et s’échappant grâce à leur flotte. Le 18 septembre 1627, Buckingham se présente à nouveau devant Saint-Martin, mais il est mitraillé et canonné et ne tente pas le débarquement.
En 1681, commencent les travaux de l'enceinte urbaine et de la citadelle voulues par Vauban. En 1696, les 15 et 16 juillet, Saint-Martin-de-Ré est bombardé par la flotte anglo-hollandaise.
Durant le XVIIIe siècle, le port est très actif avec le commerce du sel, du vin et des eaux de vie.
1873 : la citadelle de Saint-Martin-de-Ré sert d'étape pour les condamnés au bagne, notamment vers la Nouvelle-Calédonie puis vers la Guyane de 1897 à 1938.

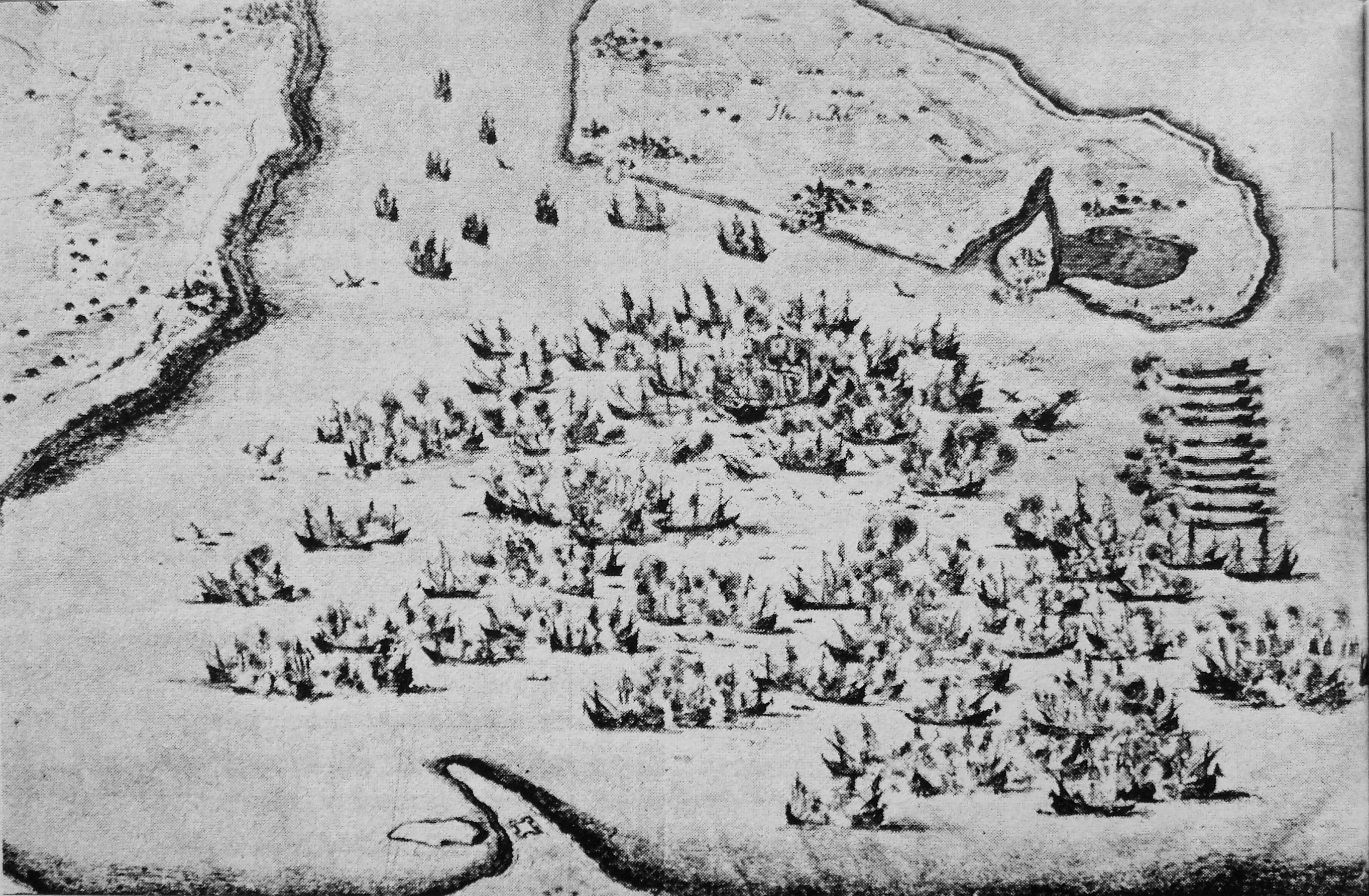
La bataille navale de Saint-Martin-de-Ré en 1622.
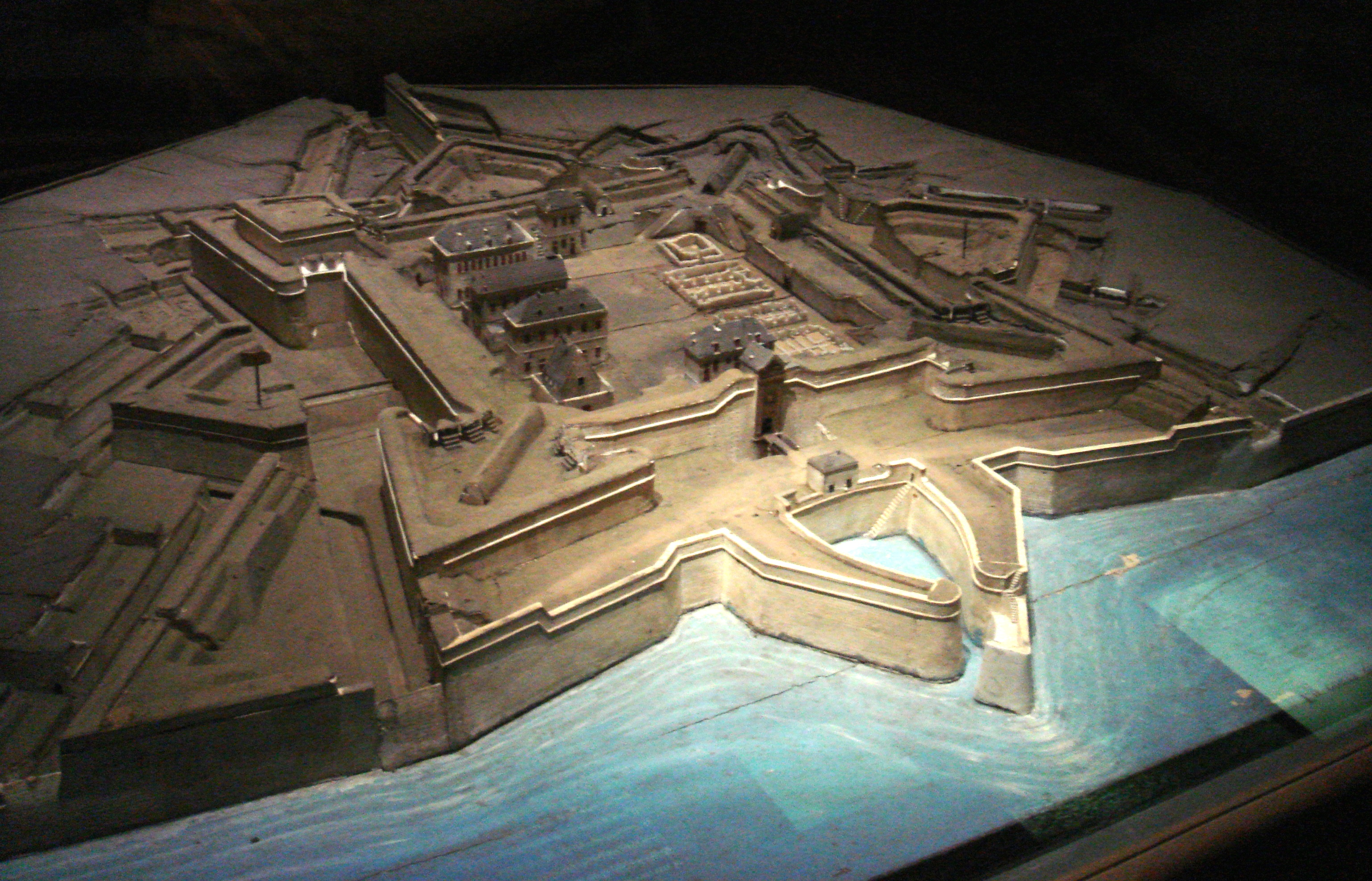
Plan-relief de 1703 de la citadelle conçue par Vauban (musée des Plans-reliefs, Paris).
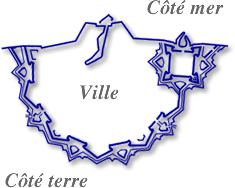
Fortifications de la ville, à droite la citadelle.
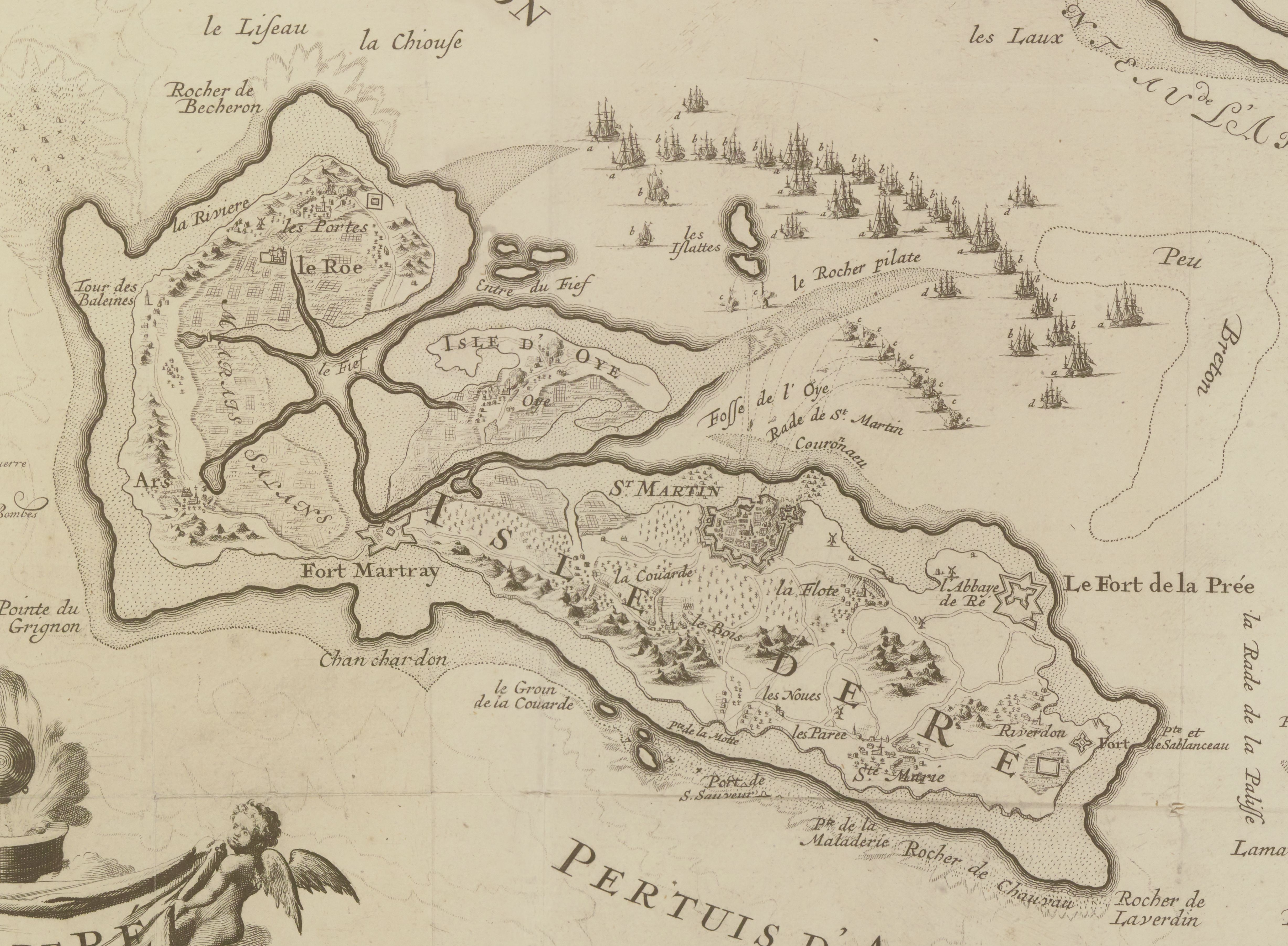
Le bombardement de Saint-Martin-de-Ré en 1696.

## Politique et administration

### Historique des élections municipales

#### Élections de 2008
| Liste conduite par  | Nombre de candidats | %      | Voix (moyenne des listes) | Élu(s) |
| ------------------- | ------------------- | ------ | ------------------------- | ------ |
| Guy Mallet          | 19                  | 35,2 % | 395                       |        |
| Patrice Déchelette  | 19                  | 28,9 % | 324                       |        |
| Georgine Lafontaine | 19                  | 19,2 % | 215                       |        |
| Eric Marissal       | 19                  | 16,7 % | 188                       |        |

| Liste conduite par  | Nombre de candidats | %      | Voix (moyenne des listes) | Élu(s) |
| ------------------- | ------------------- | ------ | ------------------------- | ------ |
| Patrice Déchelette  | 19                  | 39,8 % | 484                       | 12     |
| Guy Mallet          | 19                  | 37,2 % | 453                       | 7      |
| Eric Marissal       | 4                   | 12,2 % | 148                       |        |
| Georgine Lafontaine | 19                  | 10,8 % | 131                       |        |

### Jumelages
| Ville | Ville                   | Pays | Pays      | Période               |
| ----- | ----------------------- | ---- | --------- | --------------------- |
|       | Esperance,              |      | Australie | depuis avril 1988     |
|       | Philippsbourg,          |      | Allemagne | depuis le 9 juin 1974 |
|       | Saint-Laurent-du-Maroni |      | France    |                       |

## Population et société

### Démographie
L'évolution du nombre d'habitants est connue à travers les recensements de la population effectués dans la commune depuis 1793. Pour les communes de moins de 10 000 habitants, une enquête de recensement portant sur toute la population est réalisée tous les cinq ans, les populations de référence des années intermédiaires étant quant à elles estimées par interpolation ou extrapolation. Pour la commune, le premier recensement exhaustif entrant dans le cadre du nouveau dispositif a été réalisé en 2007.

En 2022, la commune comptait 2 309 habitants, en évolution de +0,92 % par rapport à 2016 (Charente-Maritime : +4,04 %, France hors Mayotte : +2,11 %).
| 1793  | 1800  | 1806  | 1821  | 1831  | 1836  | 1841  | 1846  | 1851  |
| ----- | ----- | ----- | ----- | ----- | ----- | ----- | ----- | ----- |
| 3 800 | 2 723 | 2 230 | 2 333 | 2 581 | 2 523 | 2 213 | 2 349 | 2 285 |

| 1856  | 1861  | 1866  | 1872  | 1876  | 1881  | 1886  | 1891  | 1896  |
| ----- | ----- | ----- | ----- | ----- | ----- | ----- | ----- | ----- |
| 2 212 | 2 160 | 2 121 | 2 740 | 2 699 | 2 472 | 2 838 | 2 765 | 2 459 |

| 1901  | 1906  | 1911  | 1921  | 1926  | 1931  | 1936  | 1946  | 1954  |
| ----- | ----- | ----- | ----- | ----- | ----- | ----- | ----- | ----- |
| 2 773 | 2 380 | 2 265 | 1 965 | 1 862 | 1 427 | 1 321 | 1 406 | 2 172 |

| 1962  | 1968  | 1975  | 1982  | 1990  | 1999  | 2006  | 2007  | 2012  |
| ----- | ----- | ----- | ----- | ----- | ----- | ----- | ----- | ----- |
| 2 262 | 2 096 | 2 135 | 2 400 | 2 512 | 2 637 | 2 597 | 2 588 | 2 415 |

| 2017  | 2022  | - | - | - | - | - | - | - |
| ----- | ----- | - | - | - | - | - | - | - |
| 2 231 | 2 309 | - | - | - | - | - | - | - |

Troisième ville de l'île de Ré, elle forme avec La Flotte une petite agglomération urbaine de 5 531 habitants en 2008, ce qui la classe au 11e rang des unités urbaines de la Charente-Maritime et en fait le principal pôle urbain de l'île de Ré.

### Enseignement
La ville est pourvue de deux écoles relevant de l'enseignement primaire public, une école maternelle et une école élémentaire.
Saint-Martin-de-Ré dispose de l'unique collège de l'enseignement secondaire public de toute l'île de Ré. Le CLG Les Salières rassemble 573 élèves à la rentrée scolaire 2010 qui sont enseignés par 42 professeurs.

### Manifestations culturelles et festivités
- Soirées Jazz en Ré : concerts gratuits de jazz et de blues sur le port de la ville, chaque mois d'août.
- Jeudis des peintres : Tous les jeudis, entre mi juin et mi septembre, des peintres, amateurs ou professionnels, viennent créer leurs œuvres, les exposent et les vendent sur la place de l'Église de Saint-Martin.

### Santé
Saint-Martin-de-Ré dispose d'un certain nombre de services dans les secteurs médical, paramédical et médico-social qui lui permettent de figurer parmi les villes de son rang les mieux pourvues dans ce domaine en Charente-Maritime.

#### Les services médicaux
La ville dispose de deux cabinets médicaux dont les médecins généralistes exercent dans le centre-ville.
Trois cabinets dentaires sont également situés en ville.
Saint-Martin-de-Ré est équipée d'un centre de radiologie médicale ou IRM avec spécialisation en échographie, mammographie et ostéodensitométrie. Elle fait partie des onze villes du département à posséder un cabinet IRM.
La ville dispose également de deux médecins spécialistes, l'un en ophtalmologie et le second en gynécologie. Pour le reste, les habitants de la ville comme de l'île vont habituellement consulter ceux situés à La Rochelle.
Du fait de l'insularité avant la construction du pont de l'île de Ré et de la situation géographique comme de l'héritage historique, Saint-Martin-de-Ré a pu préserver son hôpital local. L'hôpital Saint-Honoré, de catégorie hôpital local - sigle HL -, a une capacité de 190 lits et a comme spécialité principale la gériatrie.
Du fait de l'orientation gérontologique de l'hôpital local, la ville comme l'ensemble de l'île dépendent entièrement du Centre hospitalier de La Rochelle, situé à une vingtaine de kilomètres à l'est de Saint-Martin-de-Ré.

#### Les services paramédicaux
La petite agglomération de Saint-Martin-de-Ré est bien pourvue en prestations de ce genre ayant sur place un laboratoire d'analyses médicales, un centre en soins infirmiers, un cabinet de kinésithérapie, un cabinet en diététique, un cabinet de pédicure-podologue ainsi qu'un ostéopathe.
À cela s'ajoutent une pharmacie, quinze toilettes publiques et deux opticiens-lunettiers, ainsi qu'un prothésiste dentaire.
Un service d’ambulanciers y est également présent et assure des interventions dans toute l'île de Ré, étant l'unique prestataire de ce type de service.
Ce chef-lieu de canton est également équipé d'un centre de secours où les pompiers sont habilités à intervenir dans les situations d'urgence médicale. Ce centre, qui relève du SDIS de la Charente-Maritime, dépend plus précisément du Centre de secours principal de La Rochelle.

#### Les services médico-sociaux
Implanté à l'est du centre-ville, sur la route de La Flotte, un important établissement public pour l'accueil de personnes retraitées a succédé à l'ancien hôpital local. La Maison de retraite dispose de 154 lits, permettant d'accueillir dans son foyer-logement des personnes valides et semi-valides. À l'intérieur de cette résidence pour retraités fonctionne une structure de type EHPAD.
Par ailleurs, fonctionnent un Centre d'accueil psychiatrique, structure hospitalière intervenant dans le domaine de la psychiatrie pour adultes, dépendant de l'Hôpital local et un centre de convalescence, le Centre départemental d'accueil de Saint-Martin-de-Ré.

## Économie
L'économie de la commune est basée sur l'agriculture et la pêche, le nautisme de plaisance et le tourisme.
Le chantier naval Latitude 46 fabrique les voiliers Tofinou[réf. nécessaire].
La pêche et l'ostréiculture sont omniprésentes sur cette commune.
L'Administration pénitentiaire avec la maison centrale de Saint-Martin-de-Ré reste le premier employeur de l'île.
Le Phare de Ré, journal hebdomadaire d'informations locales de l'île de Ré depuis 64 ans dont le siège de sa rédaction se trouve sur le port de Saint-Martin-de-Ré.

## Culture locale et patrimoine

### Lieux et monuments

#### Patrimoine religieux
L'église Saint-Martin est une église fortifiée dont la visite du clocher offre un point de vue remarquable. La ville compte en outre un temple protestant, construit en 1837.

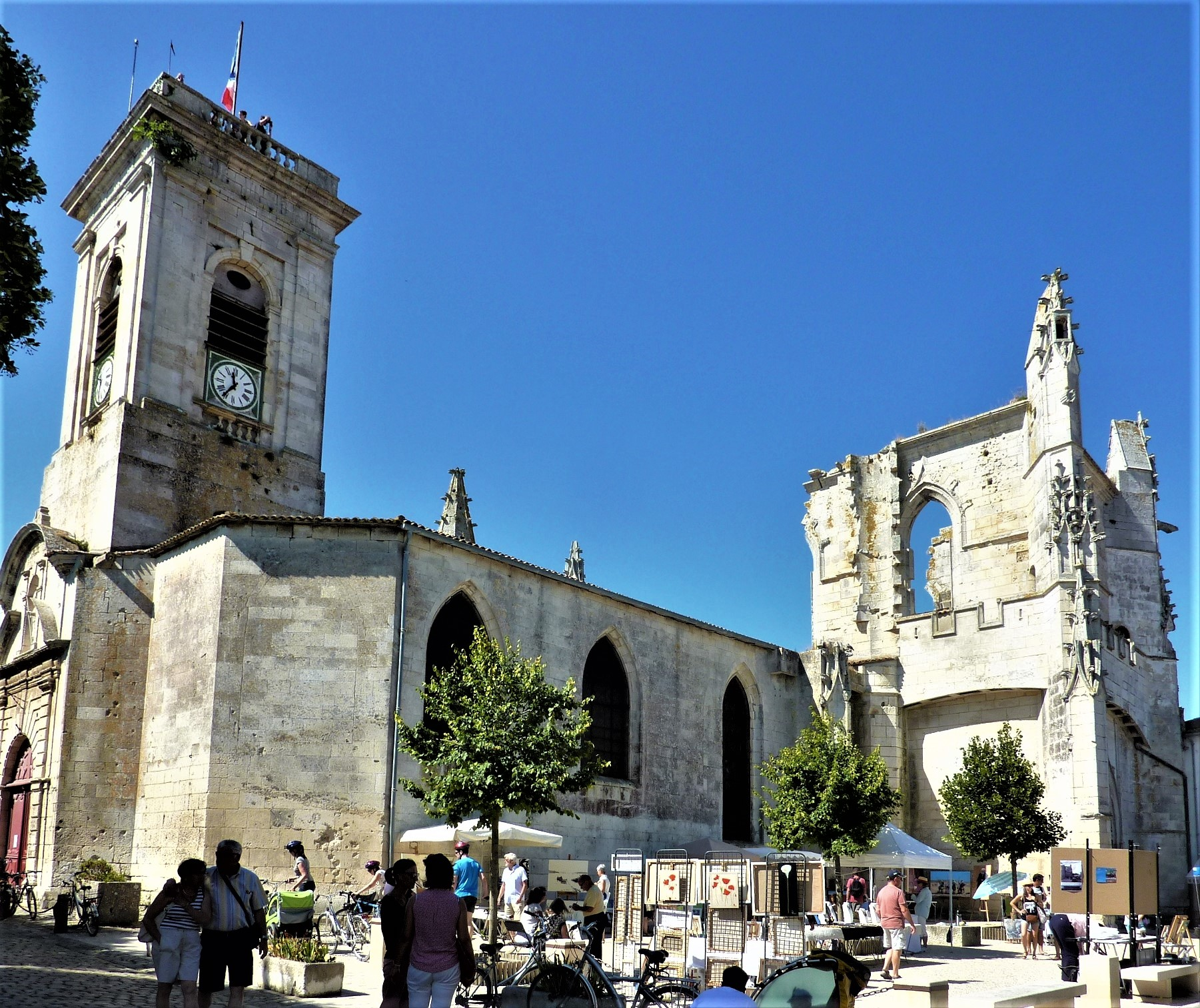
Église Saint-Martin.
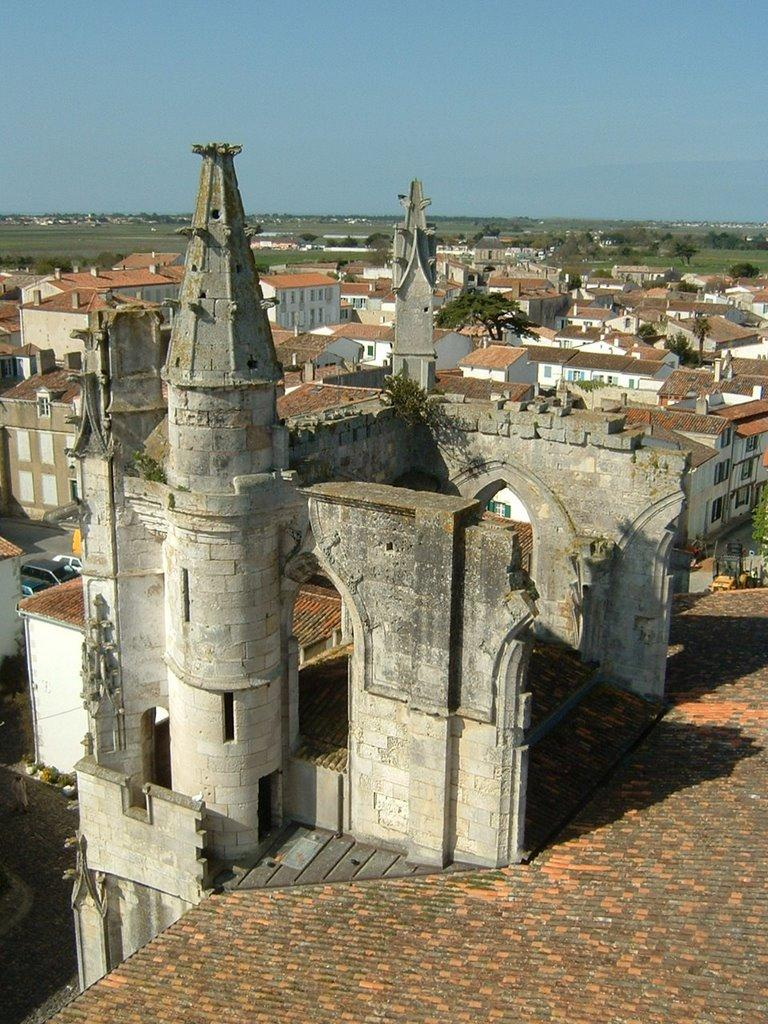
Vestiges du croisillon sud du transept.
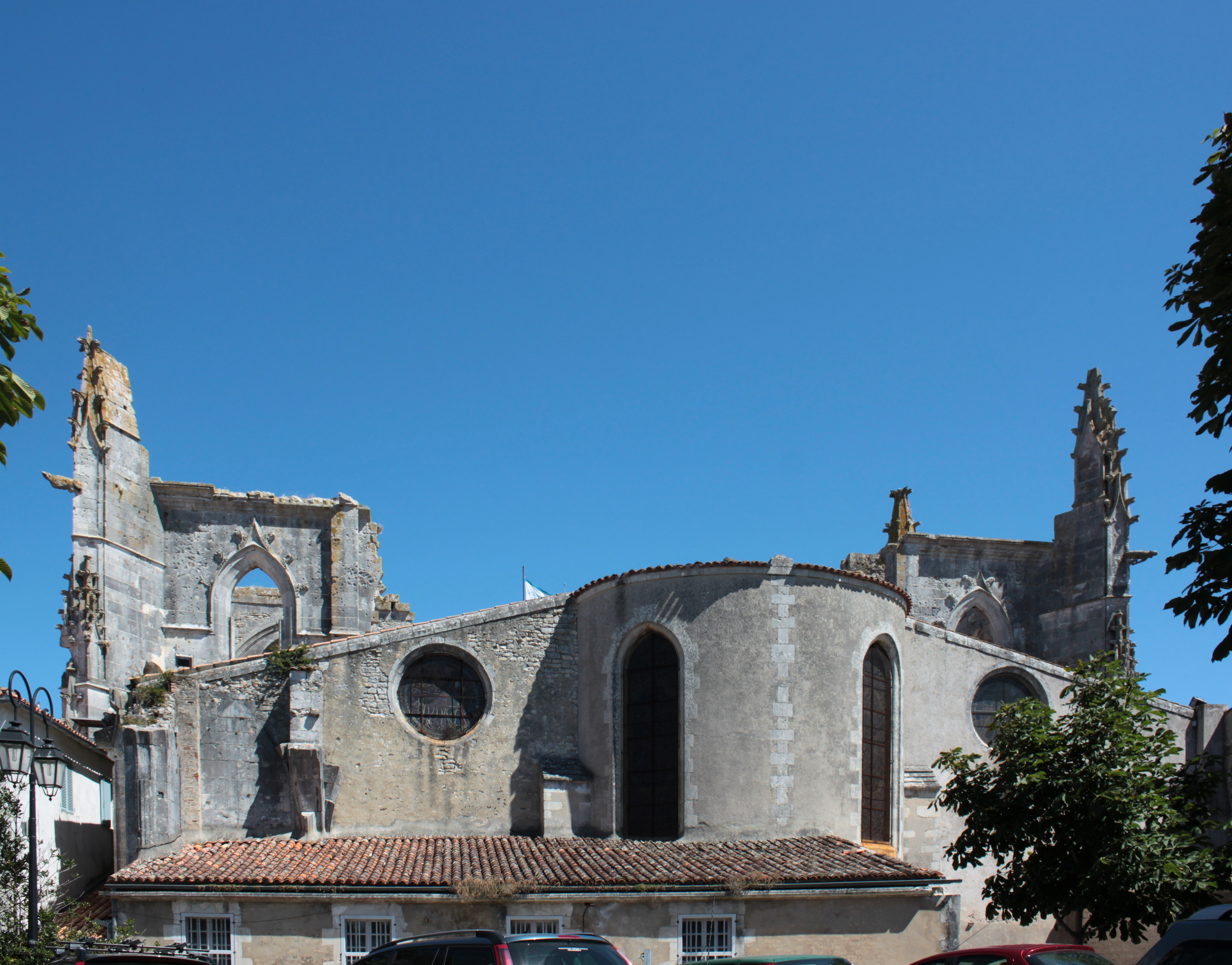
Chevet de l'église Saint-Martin.
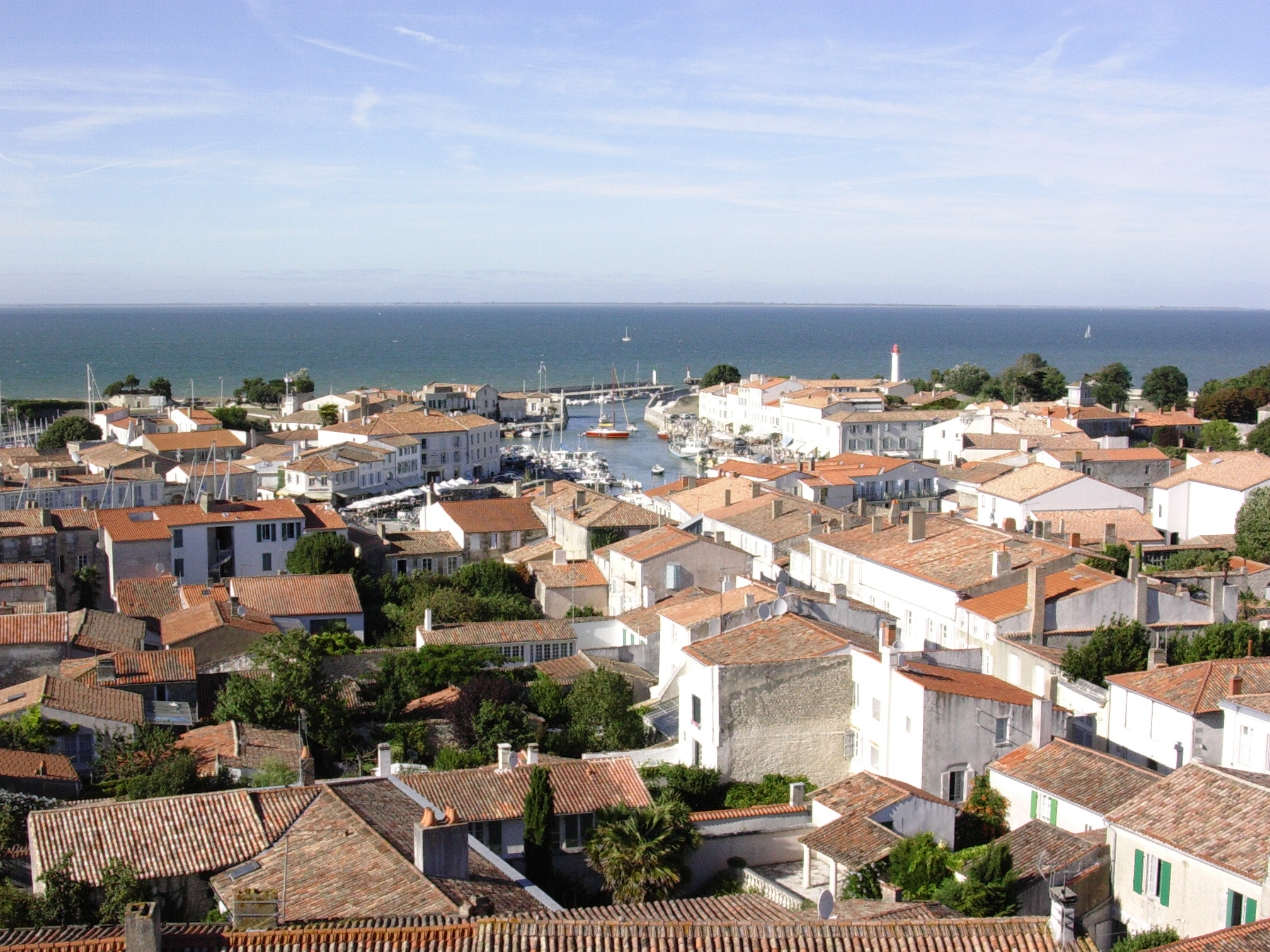
Vue du haut du clocher de l'église vers le port (nord).
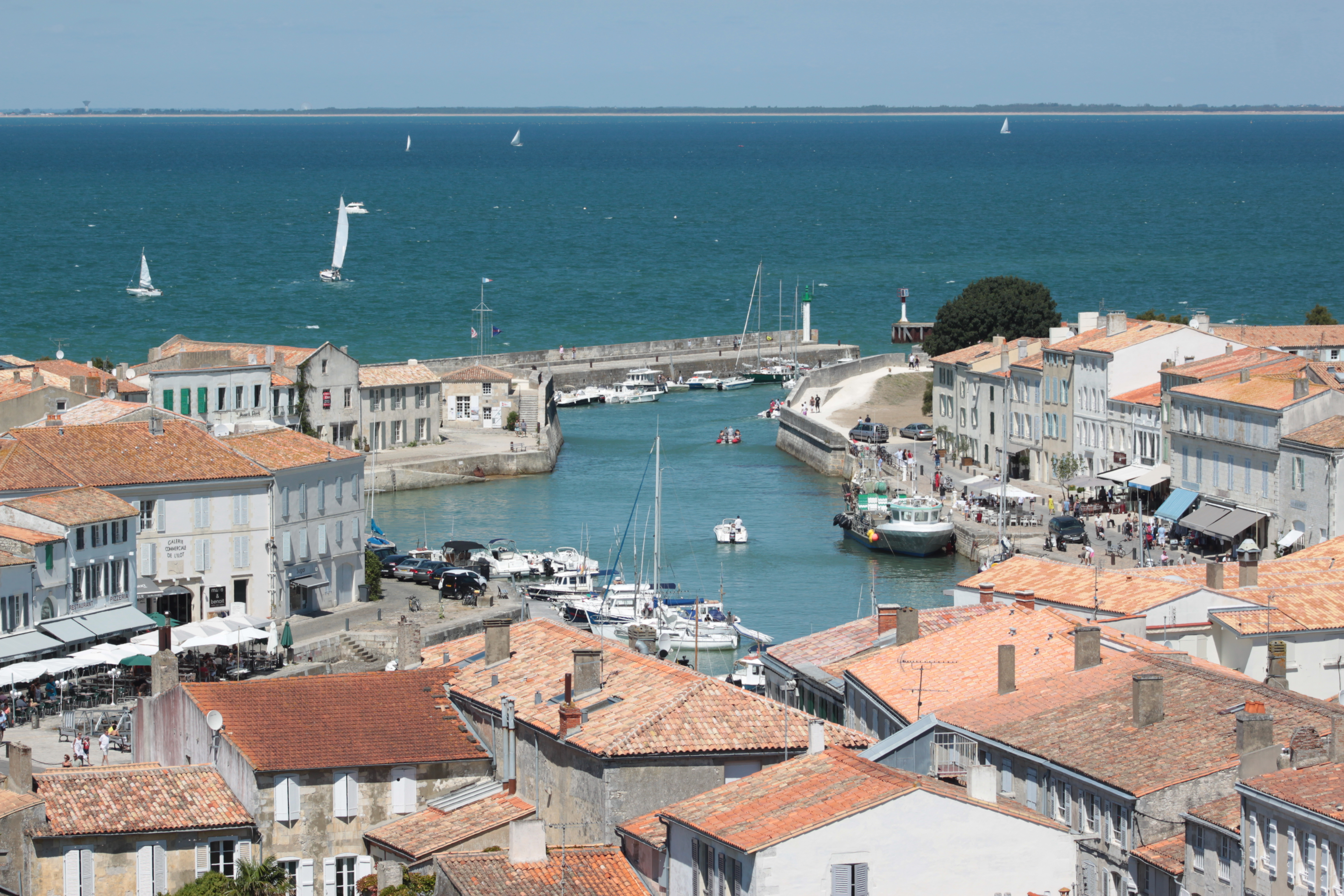
Port, vu du haut de l'église Saint-Martin.

#### Patrimoine militaire
- La citadelle et les remparts de Saint-Martin-de-Ré[37] : membre du Réseau des sites majeurs de Vauban. Saint-Martin-de-Ré a été fortifié par Vauban, à la suite du siège de La Rochelle, au XVIIe siècle pour protéger La Rochelle et Rochefort des invasions anglaises. La citadelle servit de nombreuses années comme lieu de rassemblement pour les forçats qui partaient pour les bagnes de la Nouvelle-Calédonie et de la Guyane. Elle fut ensuite transformée en pénitencier, puis en maison centrale (toujours en activité actuellement, avec plus de 400 détenus). La visite des remparts côté ouest de la ville et sur tout le front de mer est possible avec :
  - La porte de La Flotte, actuellement porte Thoiras (à l'est).
  - La porte de La Couarde, actuellement porte des Campani (à l'ouest)[38].

La place forte Vauban, exemple de réduit insulaire, est classée depuis le 7 juillet 2008 au Patrimoine mondial de l'UNESCO. Cette candidature a été soutenue au niveau local par l'Étoile de Vauban, une association présidée par le comédien Charles Berling.

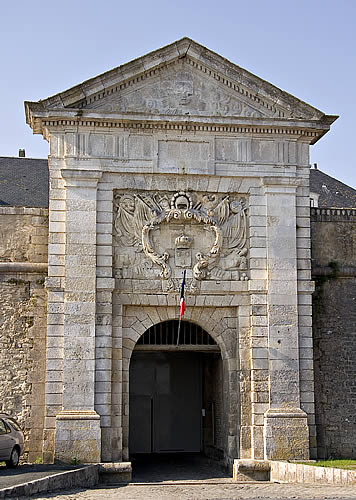
La porte de la citadelle.
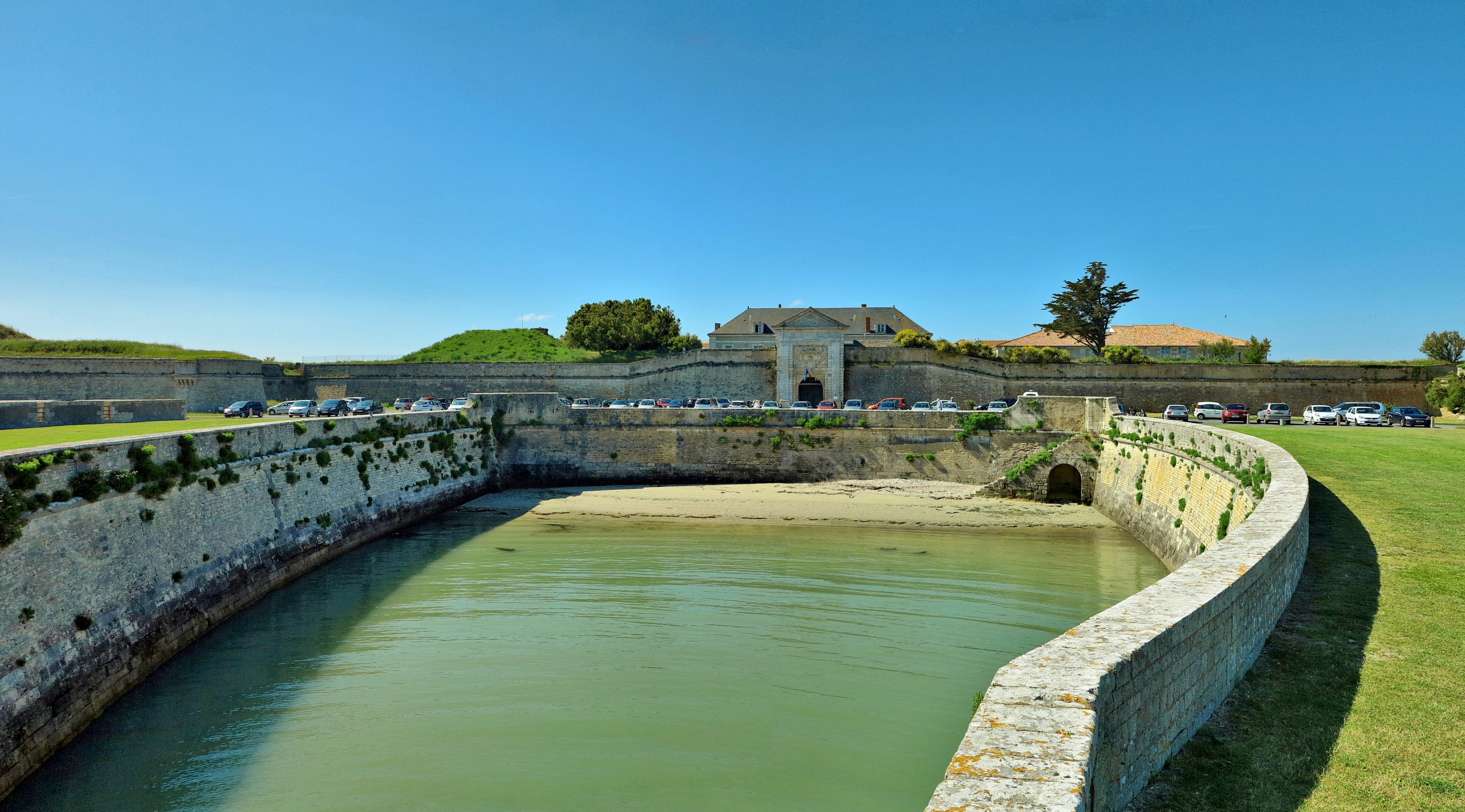
Le port de la citadelle.
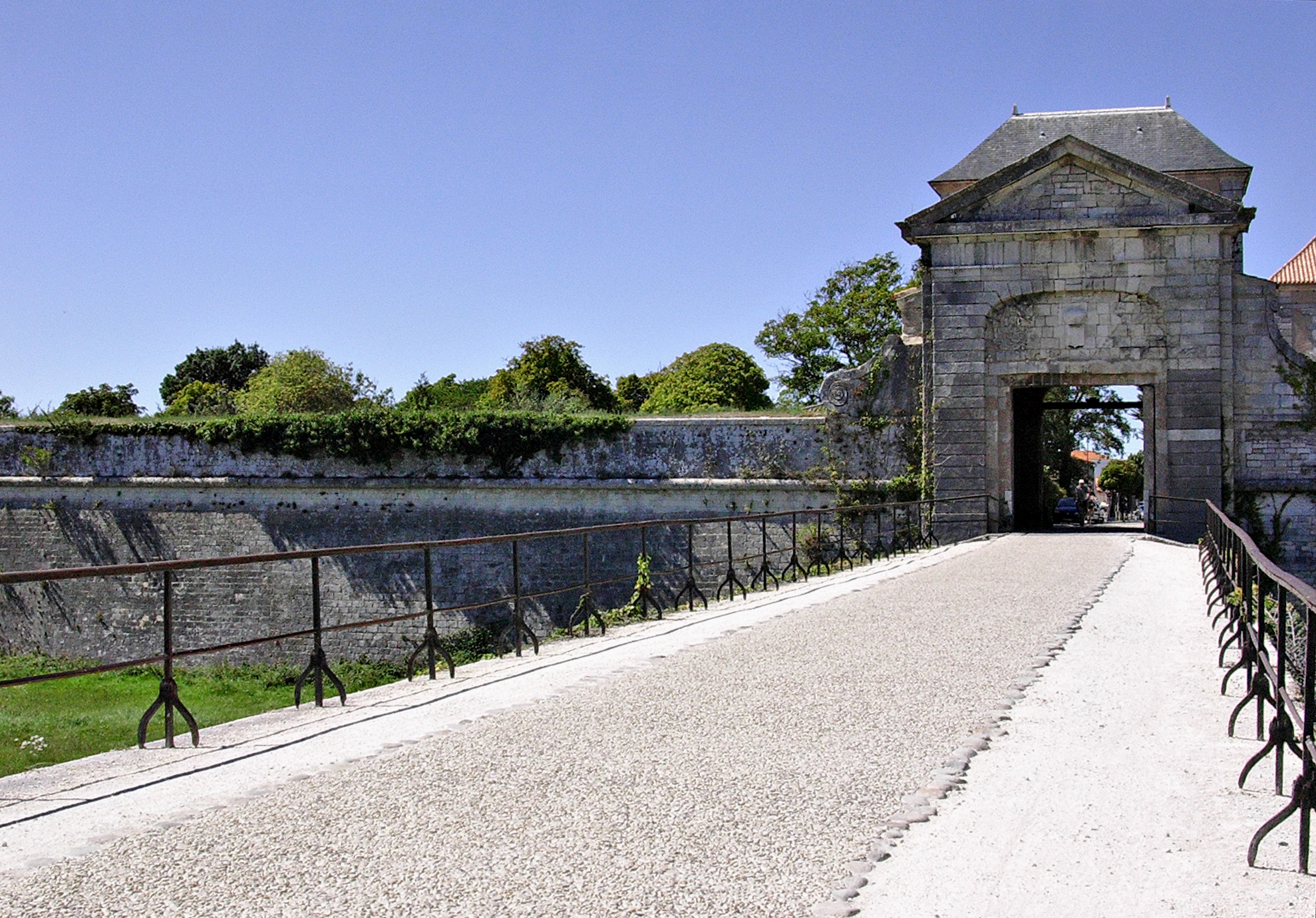
La porte Thoiras, (entrée est).
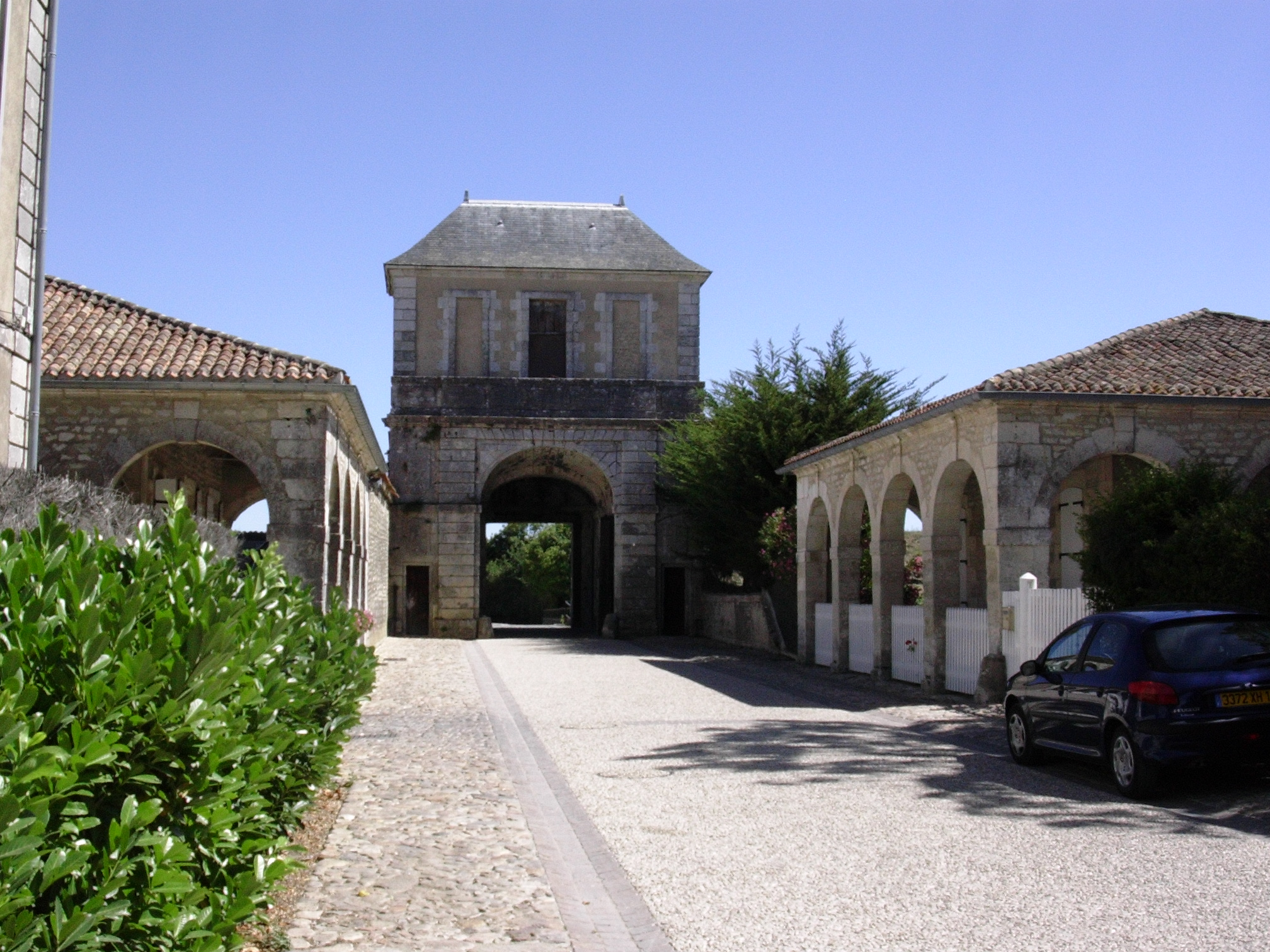
La porte Thoiras, (sortie est).
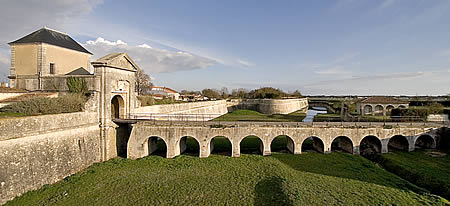
La porte des Campani, (porte ouest), au fond un bastion, à droite le corps de garde sur la demi-lune.
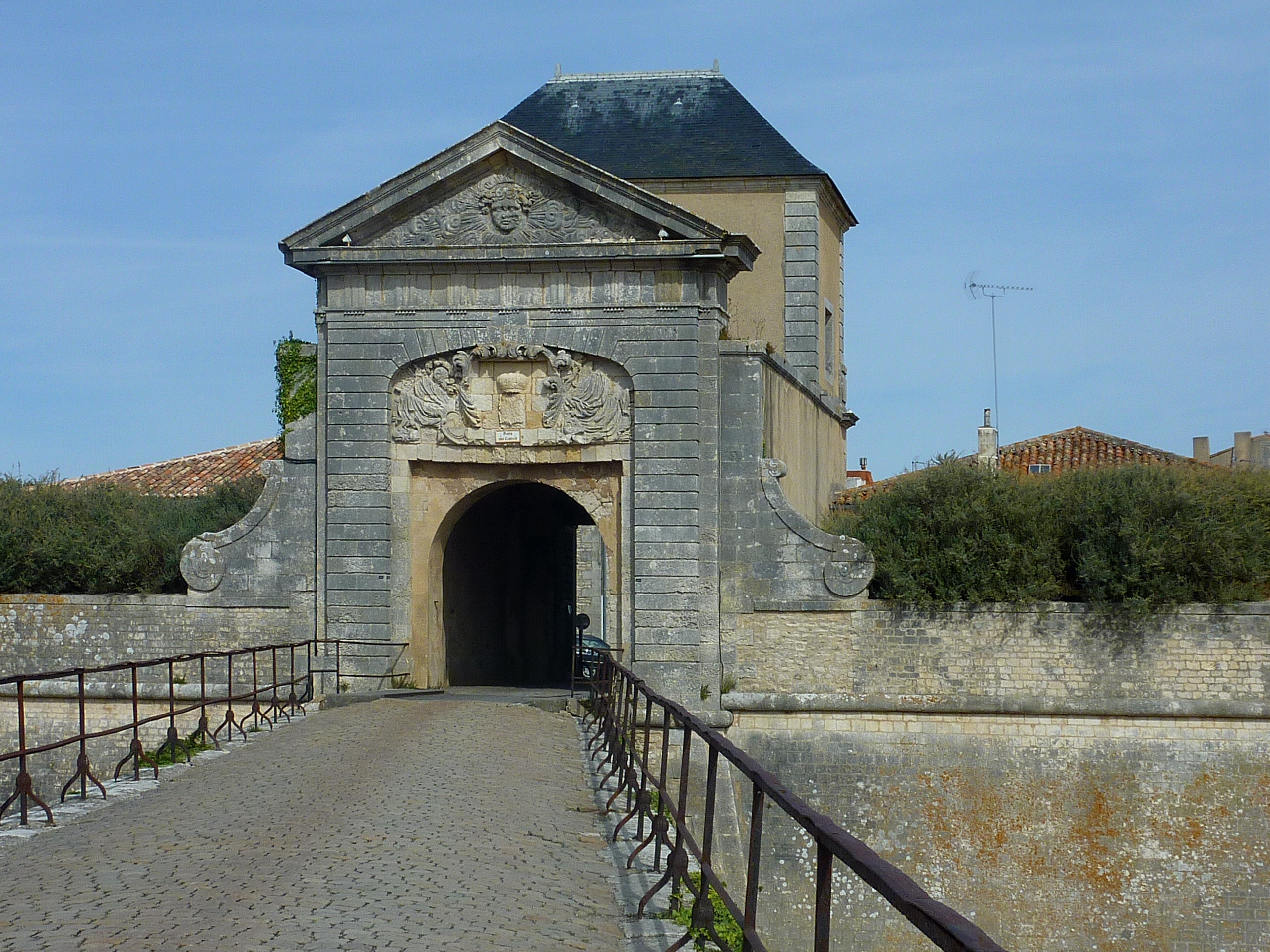
La porte des Campani (porte de La Couarde). Une des deux entrées de la ville fortifiée.

#### Patrimoine civil

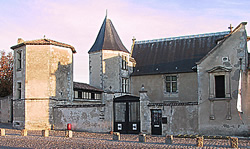
Hôtel de Clerjotte.

- L'hôtel de Clerjotte et le musée Ernest-Cognacq : c'est le plus bel exemple de patrimoine civil de l'Île de Ré, propriété de la commune de Saint-Martin-de-Ré et classé Monument Historique (1929). Il a été construit à la fin du XVe siècle puis remanié au XVIe et au début du XVIIe. Restauré en 1954, l'adjonction d'une nouvelle aile d'architecture moderne conçue et réalisée par l'architecte Christian Menu, inaugurée le 23 septembre 2006, lui permet de présenter les expositions temporaires du musée de l'Île de Ré, le musée Ernest-Cognacq. L’hôtel de Clerjotte devrait être restauré dans les années à venir pour présenter à nouveau les collections Ernest Cognacq[40].
- La maison natale d'Ernest Cognacq se trouve face à l'église.
- Conservation de quelques maisons à colombage à encorbellements dans le style médiéval.
- La Maison de la Vinatrie et de nombreuses bâtisses de la ville (quartier ouest de l'église).
- L'apothicairerie de l'hôpital
- Le port est constitué de deux bassins, un en eaux vives (à l'est), l'autre bassin à flots fermé par une écluse (à l'ouest), isolés l'un de l'autre par un îlot. Jadis port de commerce très actif (vins, sel), aujourd'hui, son usage principal est la plaisance et quelques pêcheurs l'utilisent encore et vendent le produit de leur pêche sur les quais.
- L'Hôtel des Cadets, aujourd'hui hôtel de ville

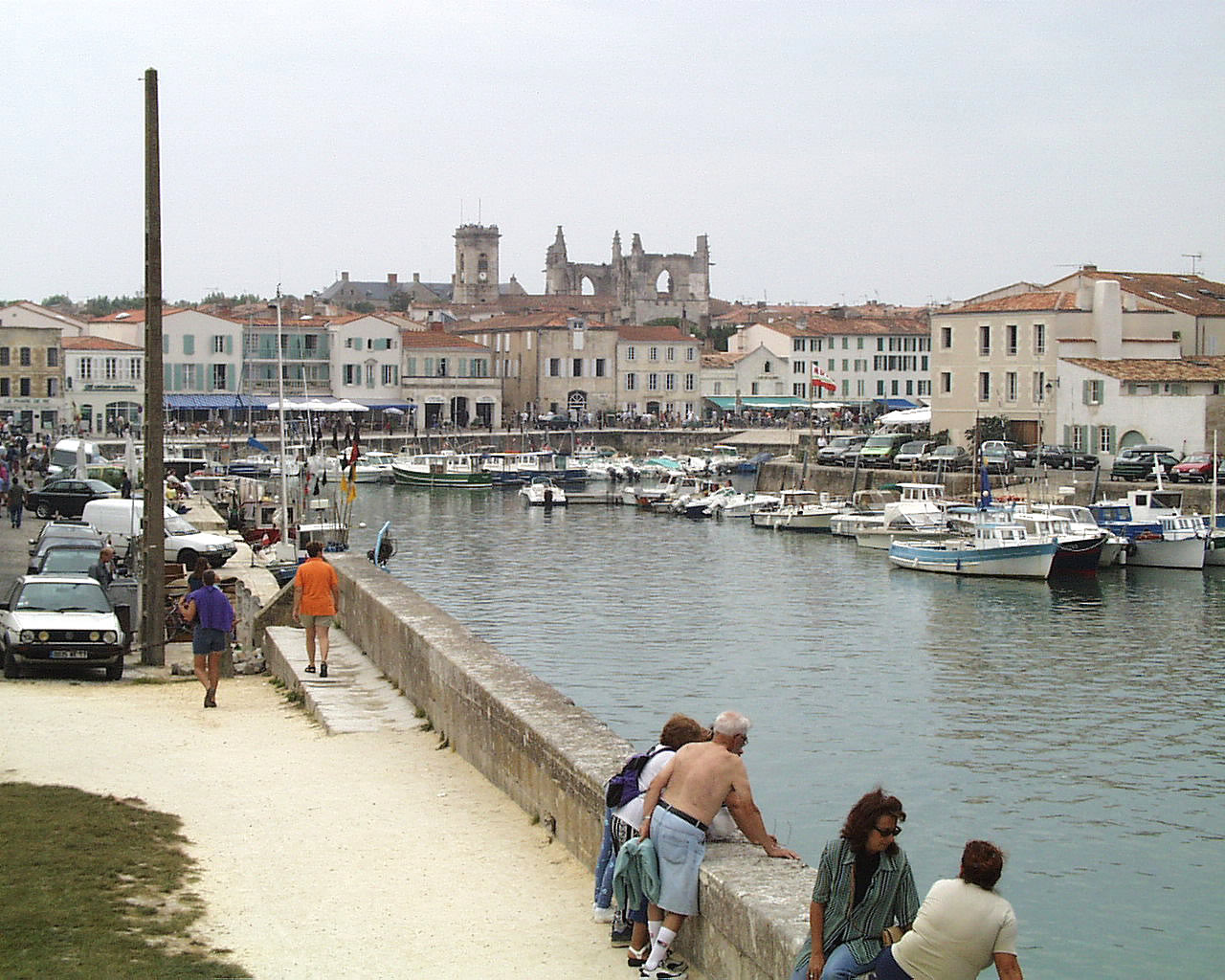
Le port de Saint-Martin vu des remparts.
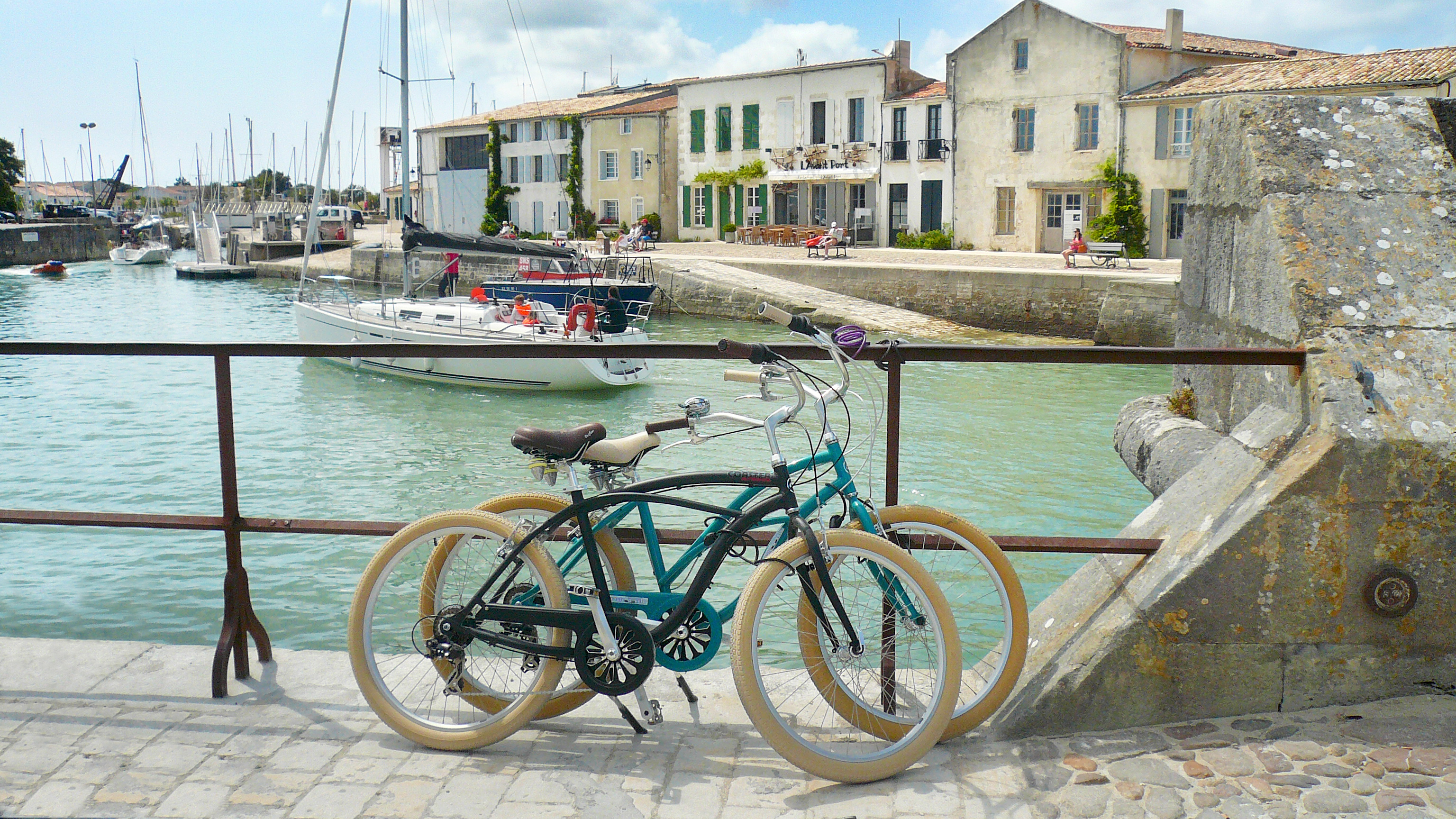
L’entrée du port vue des remparts.
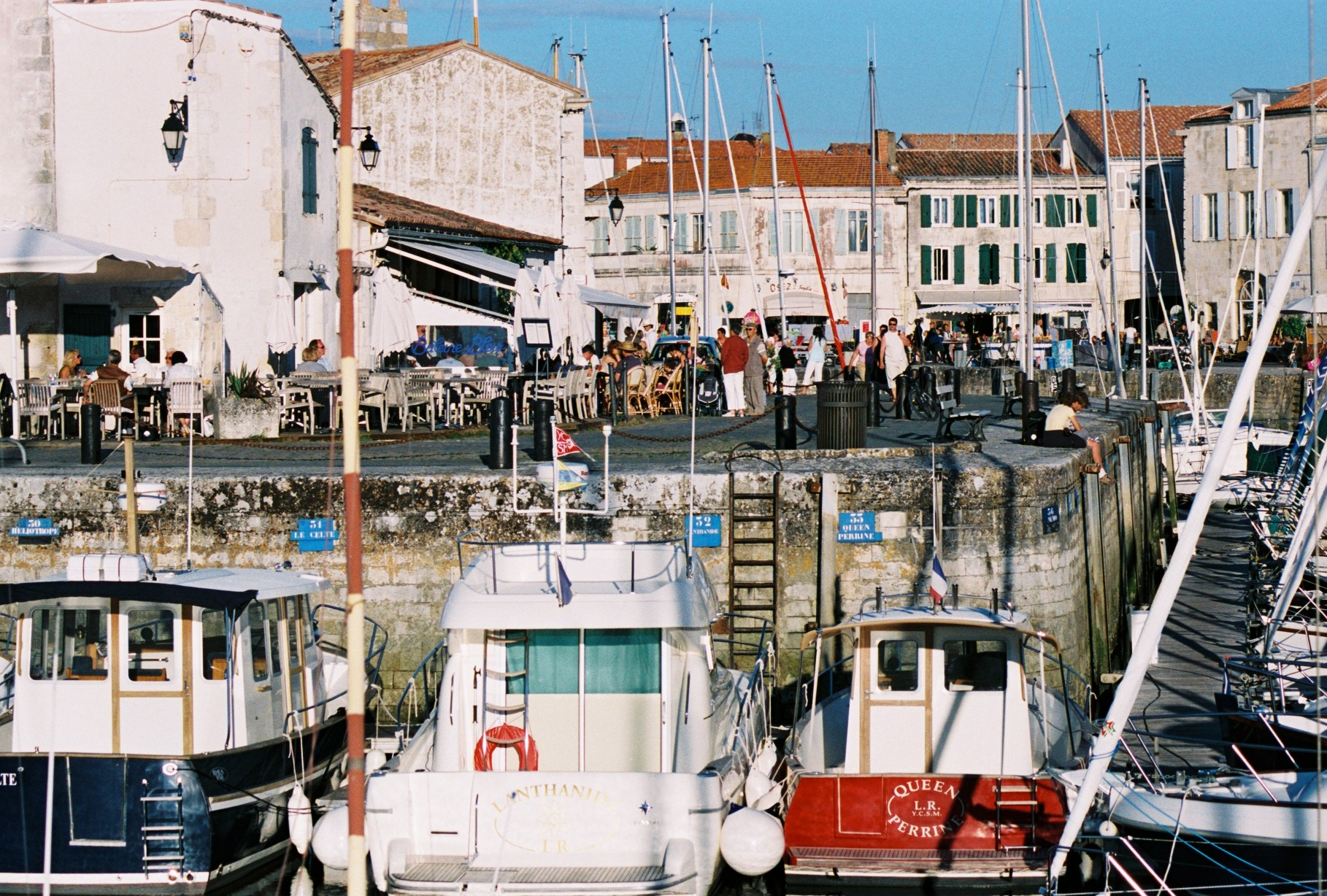
Vue du quai Nicolas-Baudin.
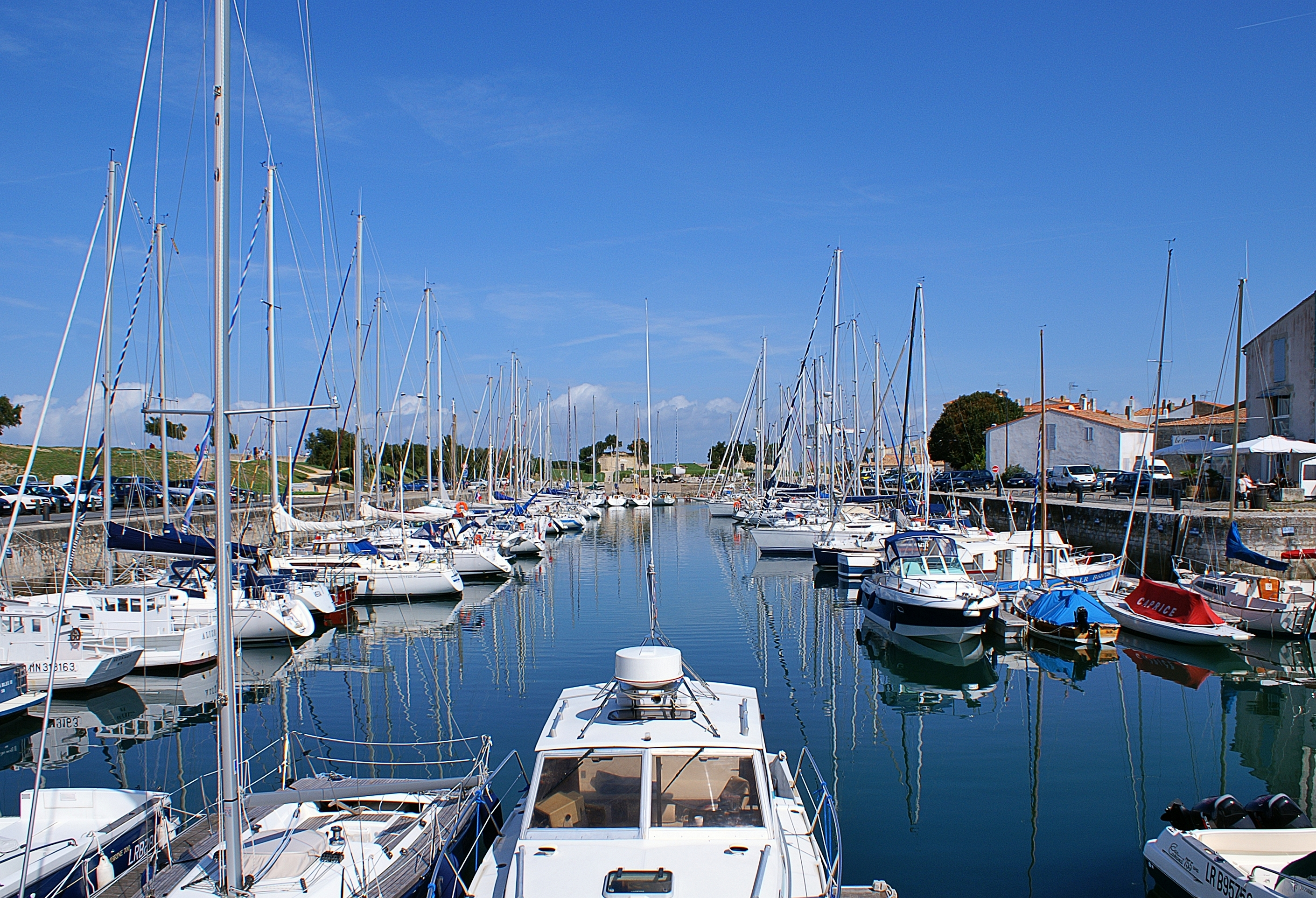
Port de plaisance à Saint-Martin-de-Ré.
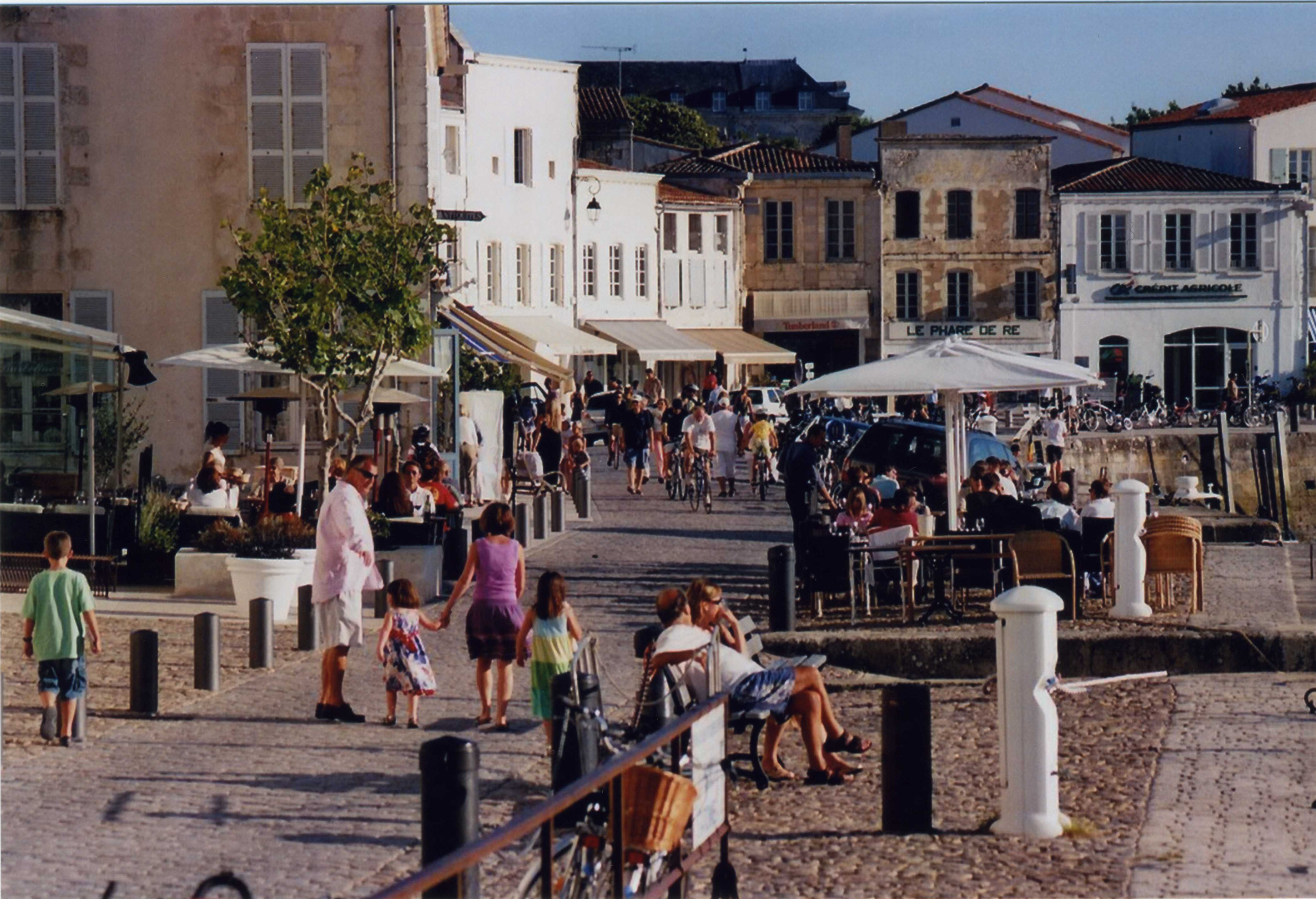
Quai Georges-Clemenceau.
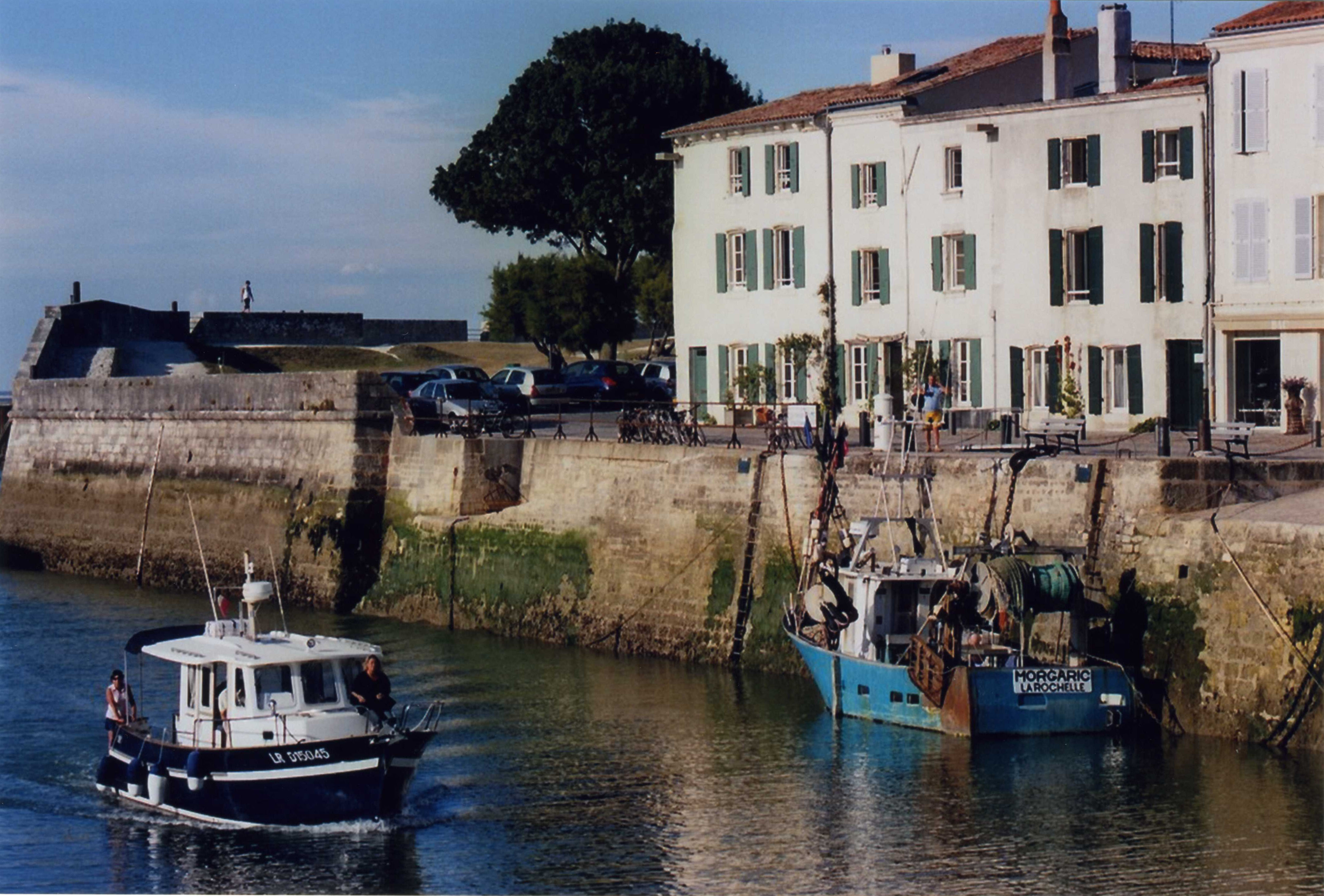
Quai Georges-Clemenceau.
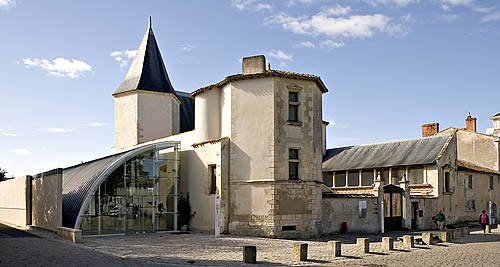
Hôtel de Clerjotte.
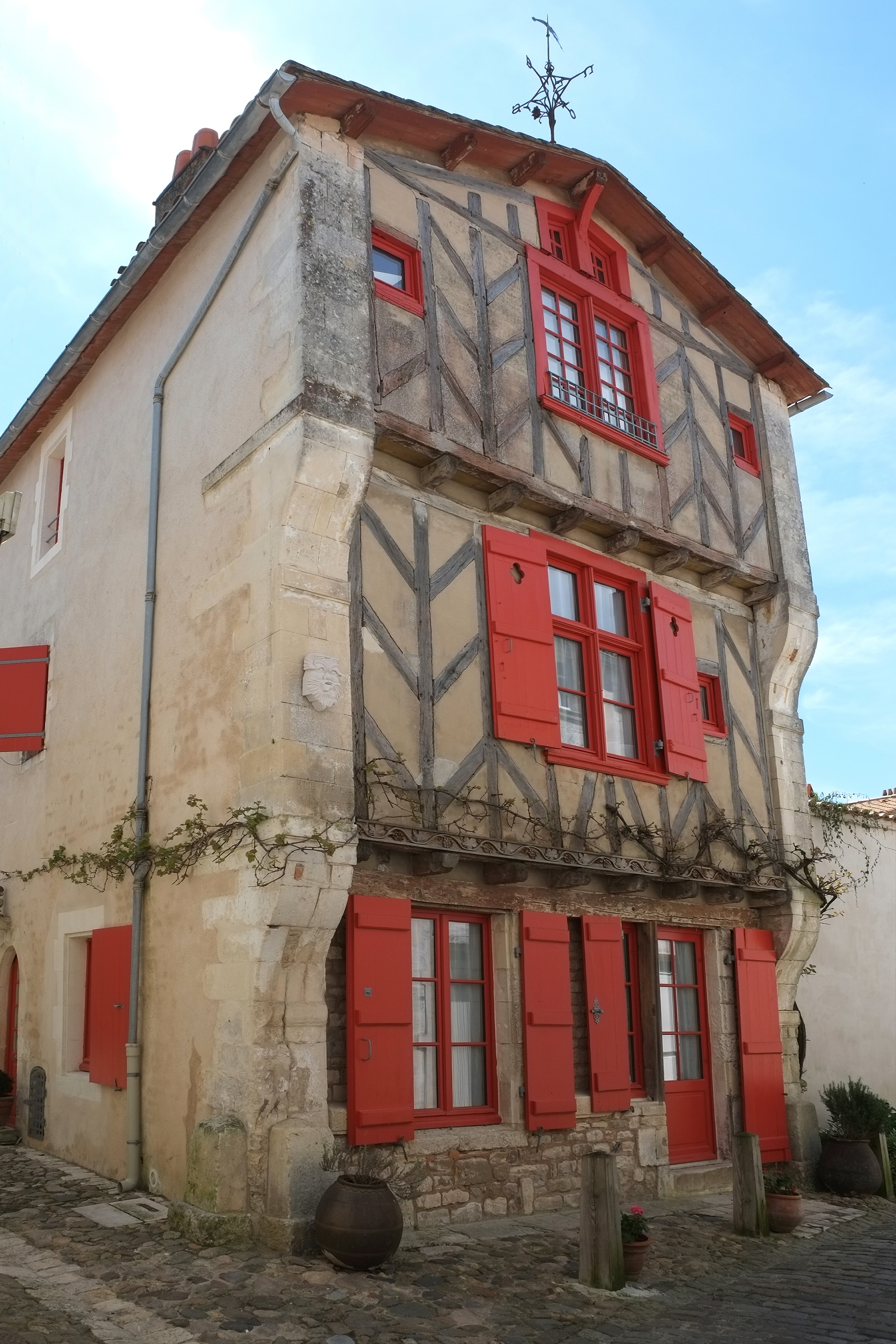
Maison dite de la Vinatrie.
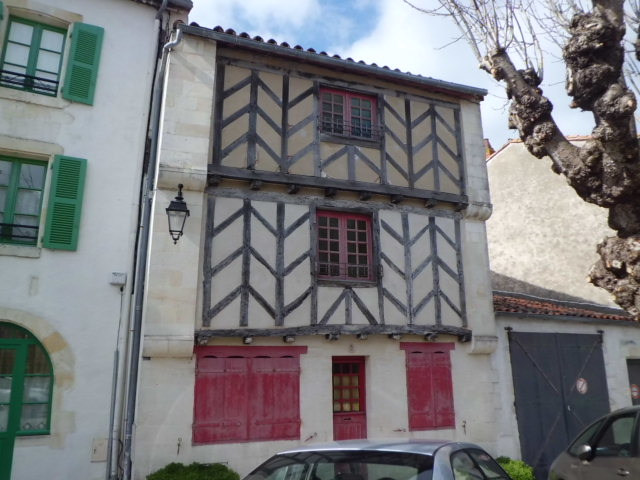
Place Anatole-France.
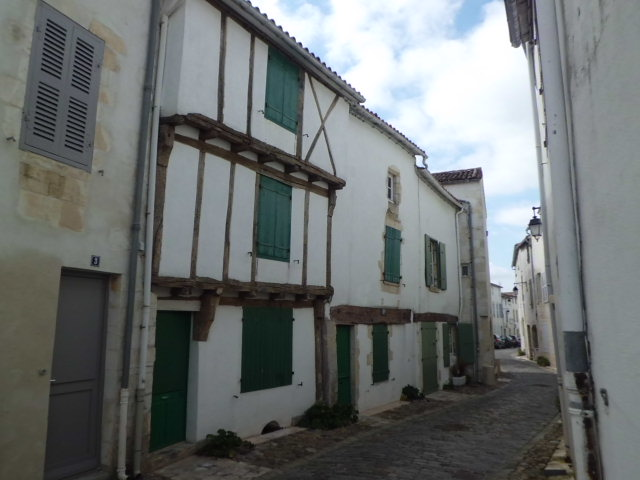
Rue Mérindot.
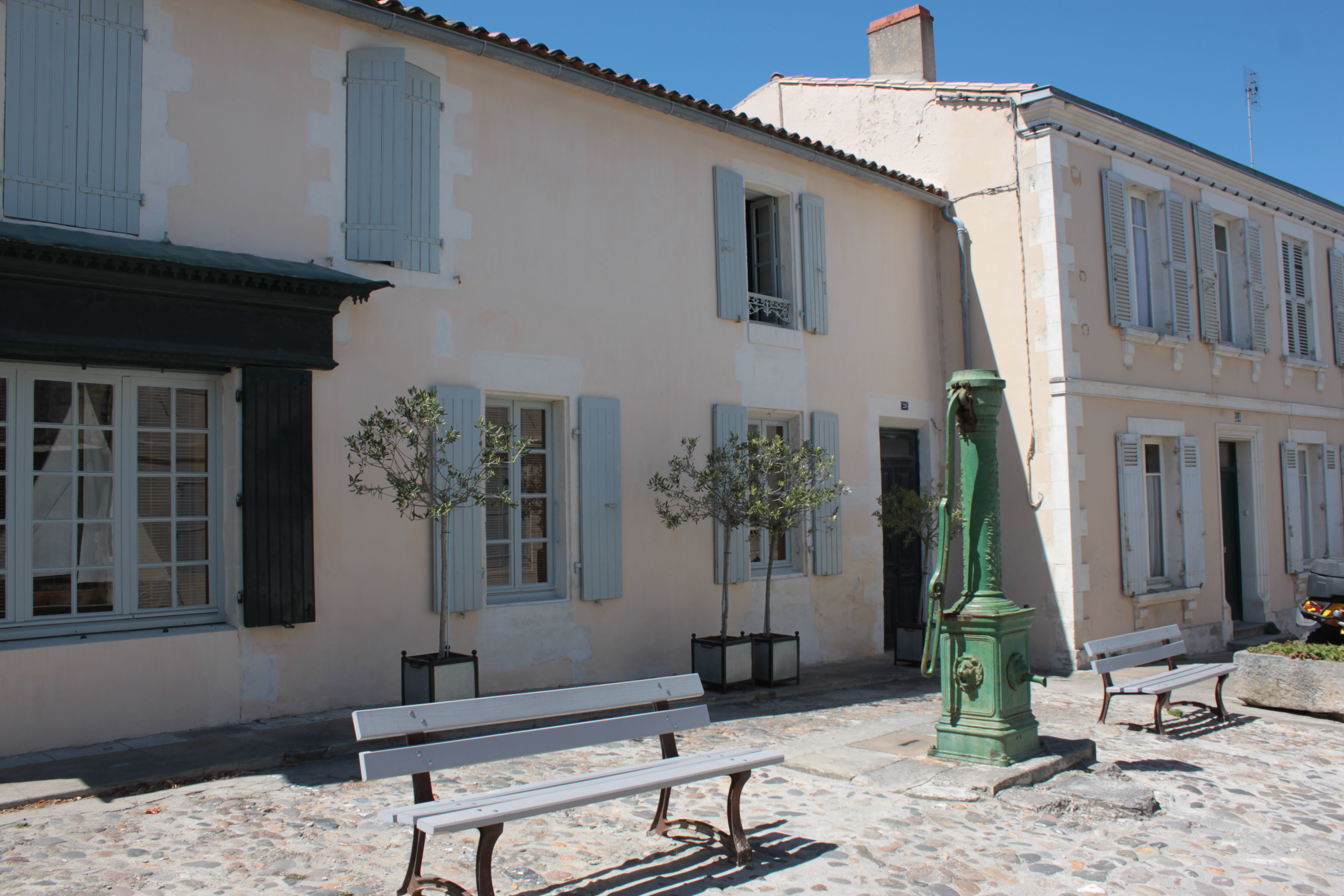
Pompe de la rue du Baron-Chantal, ancienne rue Neuve.
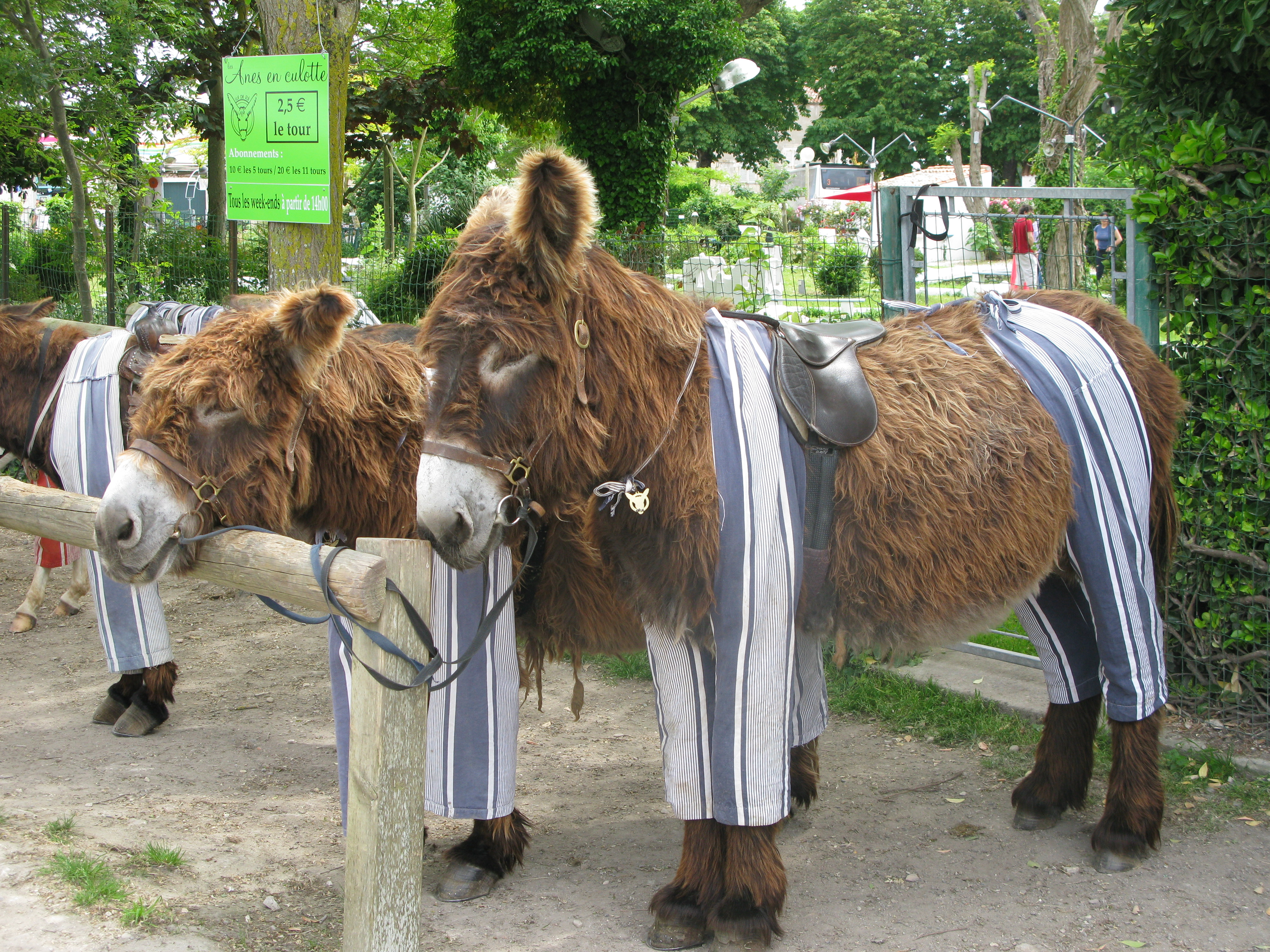
Ânes en culotte, parc de la Barbette.
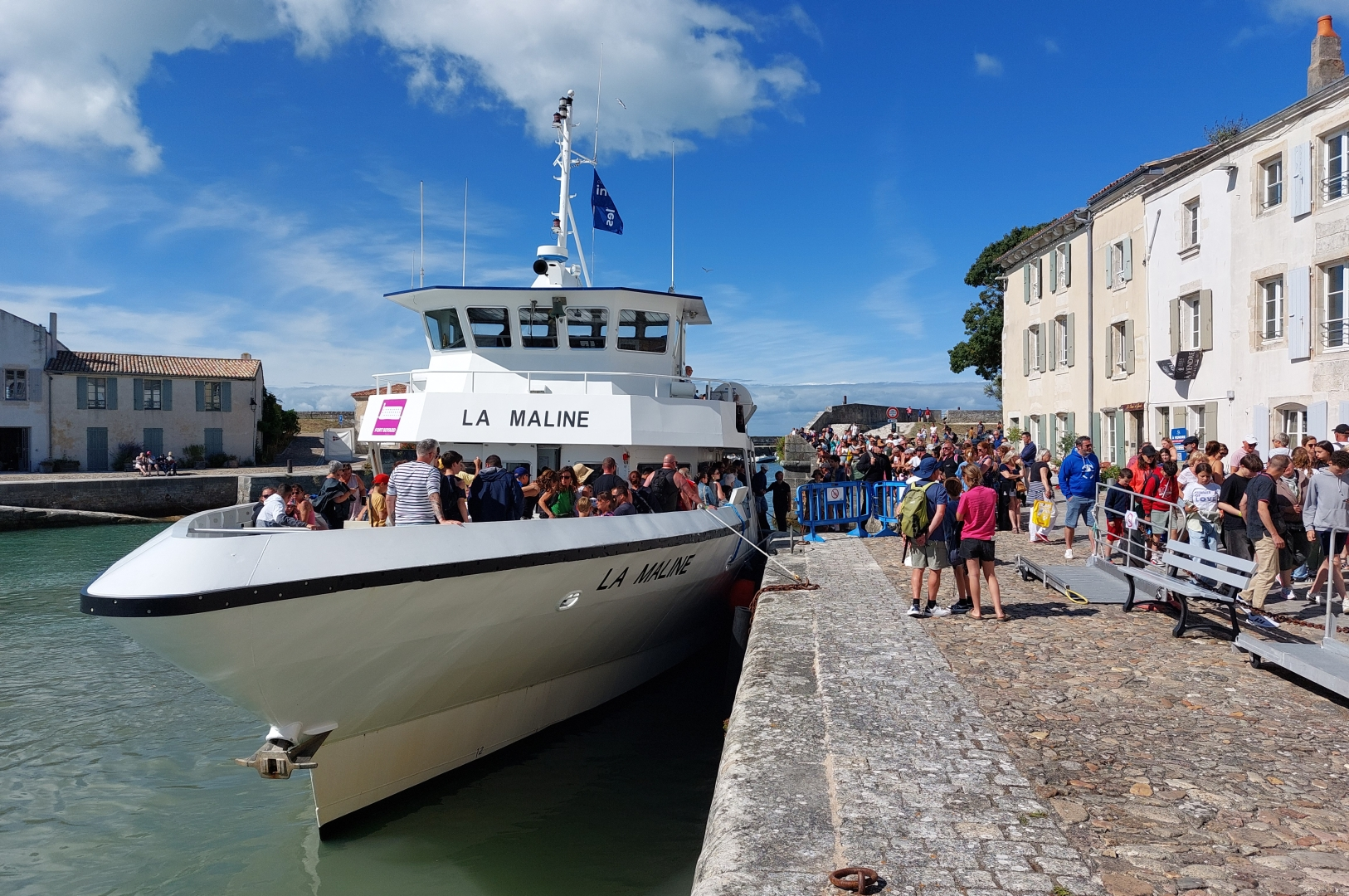
Pendant la haute saison, les vedettes de la Compagnie Interîles desservent le port de Saint-Martin-de-Ré.

### Saint-Martin-de-Ré et la poésie
Bagnard je suis, chaîne et boulet,

Tout ça pour rien,

Ils m'ont serré dans l'Îl' de Ré,

C'est pour mon bien.
 Léo Ferré (Merde à Vauban)

### Personnalités liées à la commune
- Madame de Tencin, femme de lettres, mère de d'Alembert et célèbre pour son salon politique et littéraire. Le 23 août 1743, un décret d'adjudication rendu au Parlement de Paris attribue le logis de la Baronnie de Saint Martin de Ré à Claudine, Alexandrine, Marie Guérin de Tencin. Le 23 mars 1751, sa sœur, Françoise de Guérin (marquise de Tencin, veuve de Laurent Ducros, chevalier, comte de Groslé, du Roussillon et autres places) hérite de la demeure.
- Nicolas Baudin, (1754-1803), né à Saint-Martin-de-Ré, fut un marin, capitaine et explorateur. Après un voyage aux Indes, a commencé sa carrière dans l'armement de son oncle Jean Peltier Dudoyer, armateur à Nantes, mais né à Saint-Martin de Ré. À partir de 1800, le Directoire lui confie deux vaisseaux : Le Géographe et Le Naturaliste avec lesquels, à partir de 1800, il dirige plusieurs expéditions scientifiques pour la découverte de la Nouvelle-Hollande (Australie).
- Antoine de Sagne de Lombard (1756-1842), général des armées de la République y est né.
- Ferdinand-Auguste Lapasset, général de division français puis conseiller général du département de l'Aude, né à Saint-Martin le 29 juillet 1817.
- Ernest Cognacq (1839-1928), né à Saint-Martin-de-Ré, fondateur des grands magasins parisiens La Samaritaine ; généreux donateur, il offre à sa ville natale les collections de René-Théodore Phelippot pour la création du musée qui porte son nom.
- Émile-Arthur Thouar, explorateur, né à Saint-Martin-de-Ré le 14 juillet 1853.
- Angèle Delasalle (1867-1939), artiste peintre française, y est décédée.
- Roland Boisselier, (1898-1924), né à La Rochelle, fut aumônier à la citadelle de Saint-Martin et au bagne de Guyane. Brancardier pendant la Première Guerre mondiale, dans les Vosges, il a laissé de nombreux témoignages écrits sur la vie au front.
- Alfred Dreyfus, Alexandre Jacob, Seznec ou encore Henri Charrière (alias Papillon) passèrent par la citadelle de Saint-Martin avant d'embarquer pour le bagne de Guyane.
- André Migner (ca 1640-1727), soldat du régiment de Carignan-Salières y est né.
- Charles Léon Dumont (1806-1889), général, y est né.
- Louis Bertola (1891-1973), sculpteur français d'origine italienne, Premier Grand Prix de Rome en 1923 et son épouse Marcelle, peintre, y ont vécu de nombreuses années dans une maison donnant sur le port.
- Raphaël Sorin (1942-2021), éditeur, inhumé au cimetière de Saint-Martin

### Héraldique
| Blason | Blasonnement : D'azur à la croix potencée d'argent. |